# Turismo en Azerbaiyán
El turismo en Azerbaiyán es uno de los sectores más importantes de su economía. Gracias a su diversidad geográfica, es posible encontrar 9 de los 11 climas existentes según la clasificación climática de Köppen, lo que permite que el país sea un destino atractivo tanto en verano como en invierno.

## Historia
Azerbaiyán fue en el pasado una parada importante en la Ruta de Seda. Según antiguos autores, una de las líneas más usadas de esta ruta atravesaba el territorio de la Albania Caucásica, un estado desaparecido cuyas tierras en la actualidad forman parte de Azerbaiyán. 
Según Estrabón, la mayoría de mercancías procedentes de la India pasaban del territorio de Medio Oriente por vía fluvial hasta la desembocadura en el Mar Caspio, donde continuaban recorrido por vía marítima hasta Albania. Después, a través del cauce del río Kur, llegaban a Iberia (Georgia Oriental) y, desde allí, se dirigían a Pont Evskinski (en el mar Negro).
Las notas en los libros de viajeros, mercaderes y diplomáticos llegados a este país (Marco Polo, Klaxvio, Ruy Gonzales, Afanasi Niquitin, Ambrocco Kontarini, Giosafat Barbaro, Antoni Djenquinson, Sadko, Vindjensi Alesandri, Ovliya Chalabi, Fedor Kotov) mostraron el papel desempeñado por el pueblo azerí en el desarrollo de la historia mundial en aquel tiempo.
Durante la Segunda Guerra Mundial, al igual que en toda la Unión Soviética, en Azerbaiyán cesó el turismo. Después de la guerra, comenzó a desarrollarse el turismo deportivo, familiar e infantil. En septiembre de 1950 se creó la base turística de Bakú. En 1957 otras bases turísticas se organizaron en Minguechevir y Hajikent; en 1958 en Zagatala; y en 1960 en Shushá y Goygol. En 1962 la empresa de excursiones de Turismo de Azerbaiyán fue nombrada como el Consejo de la República de Azerbaiyán por el Turismo, en 1969 como el Consejo de la República de Azerbaiyán por las Excursiones Turísticas. 
Ya a principios del siglo XXI en Bakú, Ganya, Najicheván y en otras ciudades existían hoteles modernos que podían recibir a los huéspedes extranjeros. Más de cien agencias turísticas, que abarcaban todas las regiones de la república, se ocupan de recibir a los turistas extranjeros y brindar servicio turístico a la población local. Fueron registrados oficialmente 149 hoteles, que sumaban en total más de 5000 habitaciones. En las zonas turísticas los centros modernos de salud y recreo se empleaban no sólo para uso terapéutico, sino también recreativo. Los huéspedes alojados en la República llegaron a superar el millón de personas.

## Política de visados
En la actualidad los visitantes deben obtener el visado de las representaciones diplomáticas azeríes para poder visitar el país, si su nacionalidad no se encuentra entre los siguientes grupos; las exentas de visado, las que reciben el visado a su llegada o las que pueden recibir una visa electrónica. 
En enero de 2017 fueron introducidos en la lista nuevos estados (93), de manera que sus ciudadanos puedan obtener visas. El sistema se llama ASAN VISA, y los visados se emiten para una sola visita de hasta 30 días. Según el informe del British Travel Magazine Wanderlust, Azerbaiyán ocupa el primer lugar entre los cinco mejores países por la facilidad de los procedimientos para la obtención de visados.

## Turistas
En 2008, el número de turistas que visitaron Azerbaiyán fue de más de 1,4 millones de personas (en su mayoría procedentes de Europa, Asia, América del Norte, etc.). La llegada de turistas crece cada año (según los datos oficiales, en 2011, Azerbaiyán registró un número mayor de turistas extranjeros: más de 2,2 millones) y, por ello, en la capital y otras zonas turísticas crece el número de hoteles que cuentan con mejores servicios.
Los visitantes que llegaron a Azerbaiyán en el año 2016 fueron de los siguientes países:
|    | País                   | Número    |
| -- | ---------------------- | --------- |
| 1  | Rusia                  | 744.125   |
| 2  | Georgia                | 506.306   |
| 3  | Turquía                | 313.341   |
| 4  | Irán                   | 248.632   |
| 5  | Irak                   | 62.983    |
| 6  | Ucrania                | 55.508    |
| 7  | Emiratos Árabes Unidos | 53.180    |
| 8  | Kazajistán             | 31.994    |
| 9  | Reino Unido            | 29.514    |
| 10 | Uzbekistán             | 16.093    |
| 11 | Alemania               | 13.042    |
| 12 | Bielorrusia            | 12.320    |
| 13 | Estados Unidos         | 12.291    |
| 14 | Israel                 | 10.814    |
| 15 | Italia                 | 8.654     |
| 16 | Turkmenistán           | 7.637     |
| 17 | Arabia Saudita         | 7.463     |
| 18 | China                  | 7.363     |
| 19 | India                  | 6.012     |
| 20 | Francia                | 5.785     |
|    | Número total           | 2.248.773 |

## Agencias de Turismo
En el país funciona un gran número de agencias de viajes que ofrecen servicios de turismo interno. Se puede comprar un viaje de varios días en las diversas regiones de Azerbaiyán, que puede incluir transporte, alimentación, hotel y visitas. También se puede beneficiar de un viaje de 24 horas. 

## Bakú Shopping Festival
Conforme al Decreto Presidencial del 1 de septiembre de 2016 "Sobre medidas adicionales para el desarrollo del turismo en la República de Azerbaiyán" desde el 10 de abril al 10 de mayo del 2017, en Azerbaiyán se celebró por primera vez el Festival de Compras de Bakú (Baku Shopping Festival).
El organizador del Bakú Shopping Festival es la Oficina del Congreso, dependiente del Ministerio de Cultura y Turismo de la República de Azerbaiyán.

## Instituto de Turismo de Azerbaiyán
El Instituto de Turismo fue creado por el Ministerio de Cultura y Turismo de Azerbaiyán, en virtud del decreto del Presidente de la República de Azerbaiyán de 25 de agosto de 2005. El instituto ofrece la oportunidad de obtener educación en las siguientes especialidades -"Management de Turismo y Descanso", "Management de Turismo y hospitalidad", "Marketing de Turismo y Hospitalidad", "Organización de los servicios de salud en centros sanatorios y balnearios", "Salud y centros de vacaciones, "Turismo, la cultura y el arte", "Lingüística" y "Turismo deportivo".

## Vacaciones de verano
Bakú está situada en la Península de Absheron y el Mar Caspio rodea la ciudad por tres lados. Las playas están situadas a 15-20 minutos de distancia desde cualquier parte de ciudad.

### Playas y zonas de descanso
- Amburan Beach Club
- Sea Breeze
- Aqua Park Shikhov
- Aysberq Beach Shikhov
- Jumeirah Bilgah Beach Hotel
- "Dalga Beach Aquapark Resort"
- "Pullman Aqua Park"
- Khazar Golden Beach (Mardakan)[9]
- Fras Beach (Mardakan)
- "Af Hotel Aqua Park"

## Centros turísticos de invierno

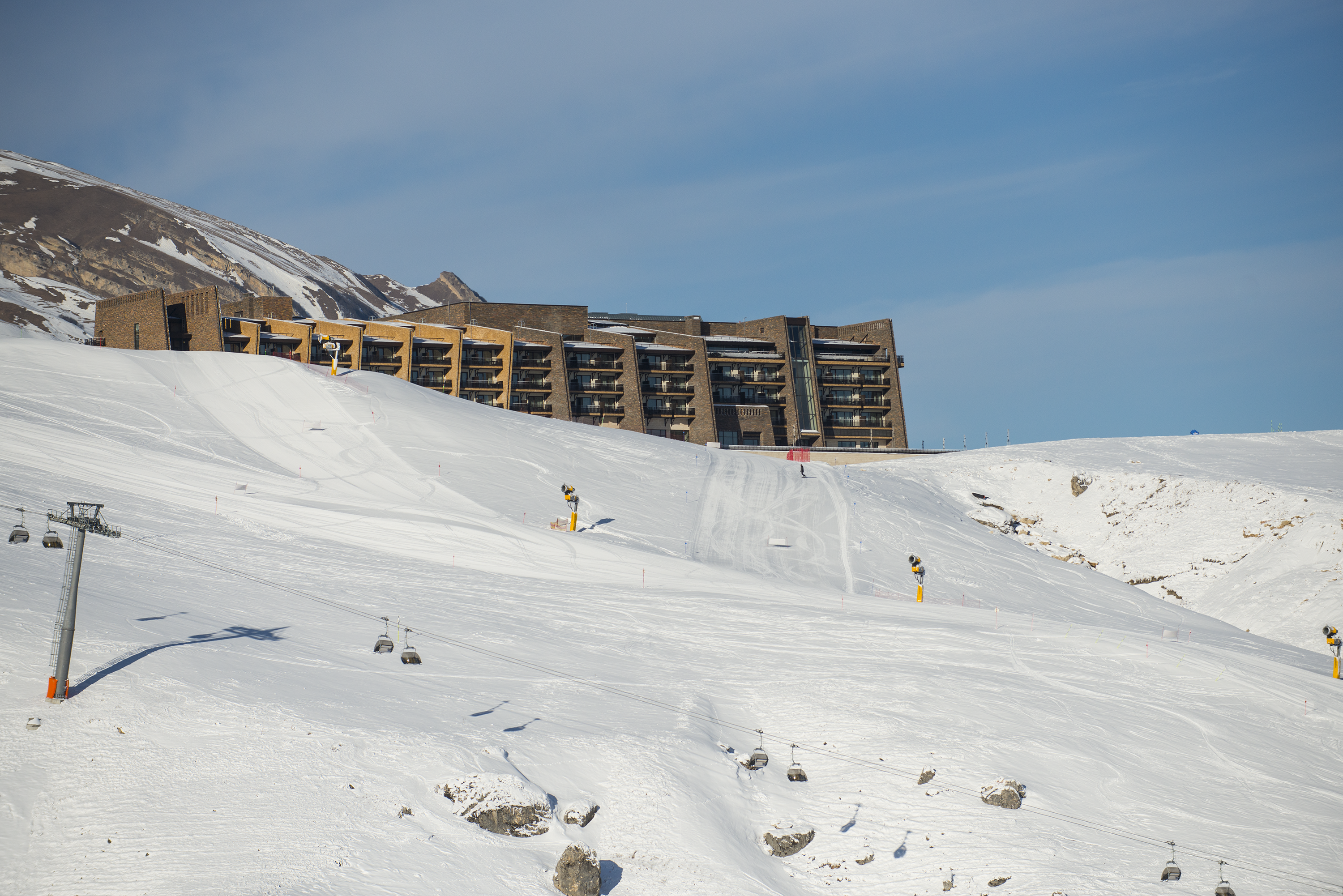
Shahdagh

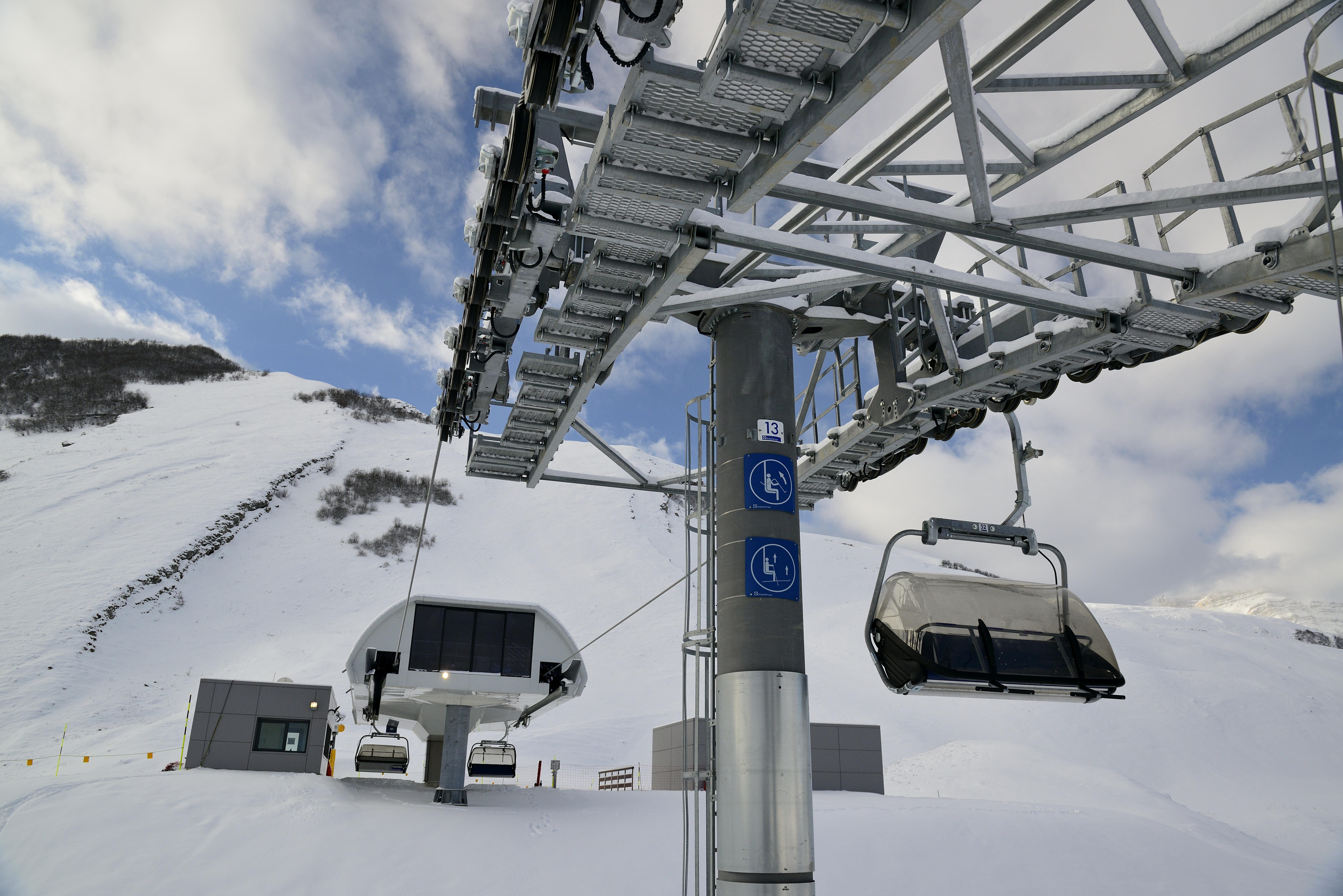
Teleférico en Shahdagh

Además de zonas de vacaciones de verano, en Azerbaiyán hay centros turísticos de invierno. Algunos complejos turísticos de invierno son Shahdag (Qusar) y Tufandag (Qəbələ). Estos lugares cuentan con teleférico, esquí, patinaje sobre hielo y se puede montar a caballo, practicar tiro u otros entretenimientos de invierno. Shahdagh cuenta con los hoteles Zirve Shahdagh Hotel, Park Chalet Hotel, Hotel Pik Palace o Shahdagh Hotel & Spa, cada uno con diferentes comodidades.
Algunos de los hoteles de Gabala son Qafqaz Tufandag Mountain Resort Hotel, Qafqaz Resort Hotel, Qafqaz Riverside Resort Hotel y Qafqaz Sport Hotel.  En Gabala también hay un centro de entretenimiento, “Qəbələnd”.
Según el buscador de hoteles RoomGuru.ru, Shahdag ocupa el tercer lugar entre 10 famosos centros turísticos de invierno entre países de la CEI.
En Azerbaiyán, y por primera vez en todo el Cáucaso, se abrió un parque de atracciones de invierno, el Snow Tubing, que se encuentra en la ciudad Gakh.

## Monumentos históricos

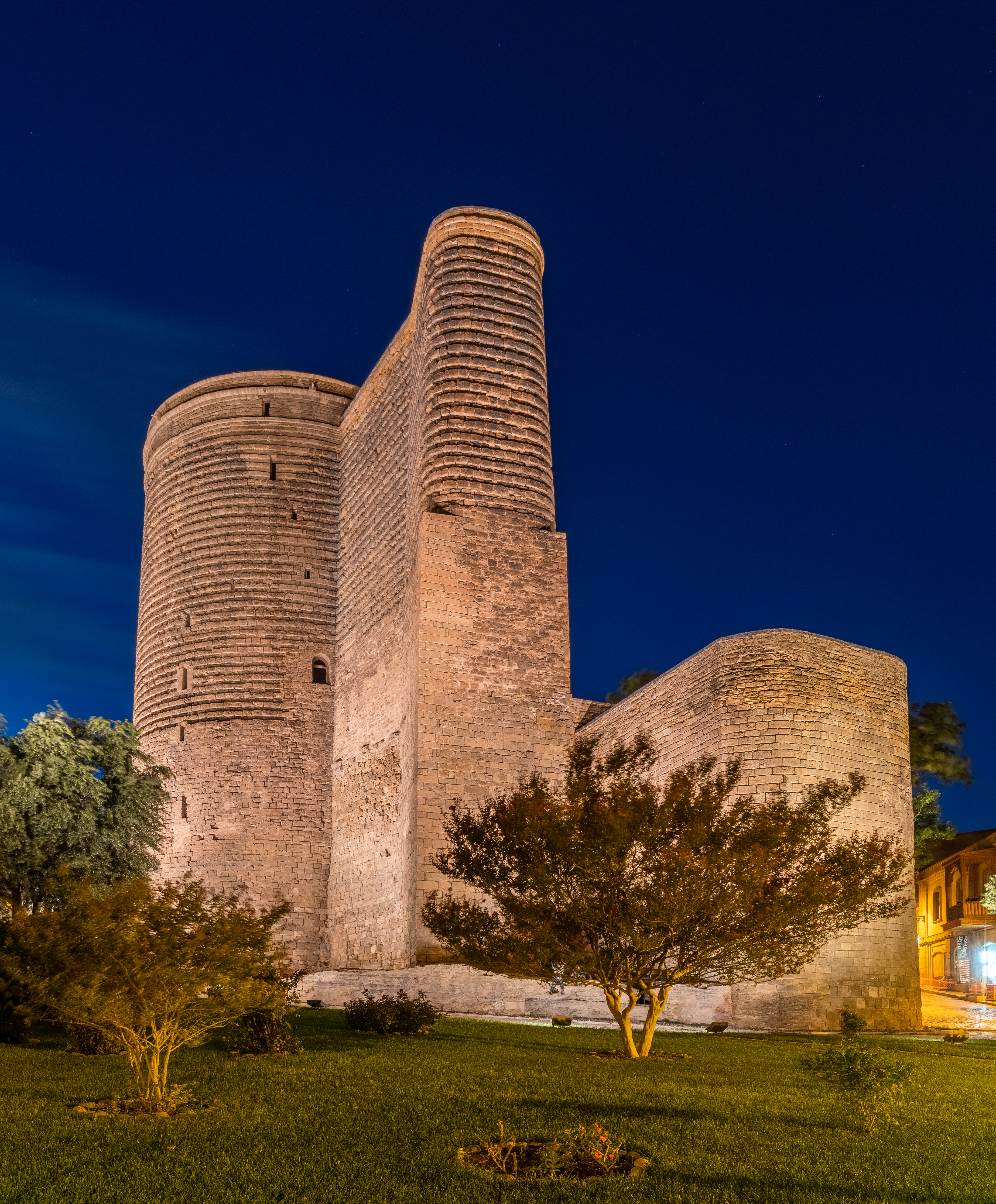
Torre de Doncella de Bakú

- Palacio de los Shirvansháhs (Bakú)

- Ciudad Vieja (Bakú)
- Mezquita Palacial en Bakú
- Torre de la Doncella (Bakú)
- Parque nacional de Gobustán(Bakú)
- Mezquita Bibi-Heybat (Bakú)
- Ateshgah de Bakú[13]
- Cueva de Azykh
- Galarsan-Gorarsan (Şəki)
- Mausoleo de Momine Jatun (Najicheván)
- Mausoleo Yusif Ibn Kuseyr (Najicheván)[14]
- Sheki Carvansaray (Şəki)[15]
- Mausoleo Mammadbayli  (Zangelan)
- Mausoleo de Nizami Ganjavi (Ganja)
- Mausoleo de Vagif (Shusha)
- Mausoleo cuadrilátero
- Castillo cuadrilátero (Mardakan)[16]
- Castillo Sabail (Bakú)[17]
- Palacio de los Kanes de Şəki(Şəki)
- Mausoleo Garabaghlar (Qarabağlar, Kangarli Rayon)[18]
- Mausoleo Huseyn Javid (Nakhchivan)[19]
- Mausoleo Prophet Noah (Najicehivan)
- Mausoleo Kerbalai Seyyid Agha (Beylagan Rayon)
- Mausoleo Sheikh Badraddin, Sheikh Mansur Mausoleum
- Mausoleo Sheikh Mahomed (Həzrə, Qabala Rayon)
- Mausoleo Mollaverdi (Goranboy Rayon)

- Mausoleo Haji Mahmud Effendi o Mausoleo azul (Aslanbəyli, Qazakh Rayon)
- Mausoleo Sheikh Zayed y Seyyid Khalife (Lankaran)

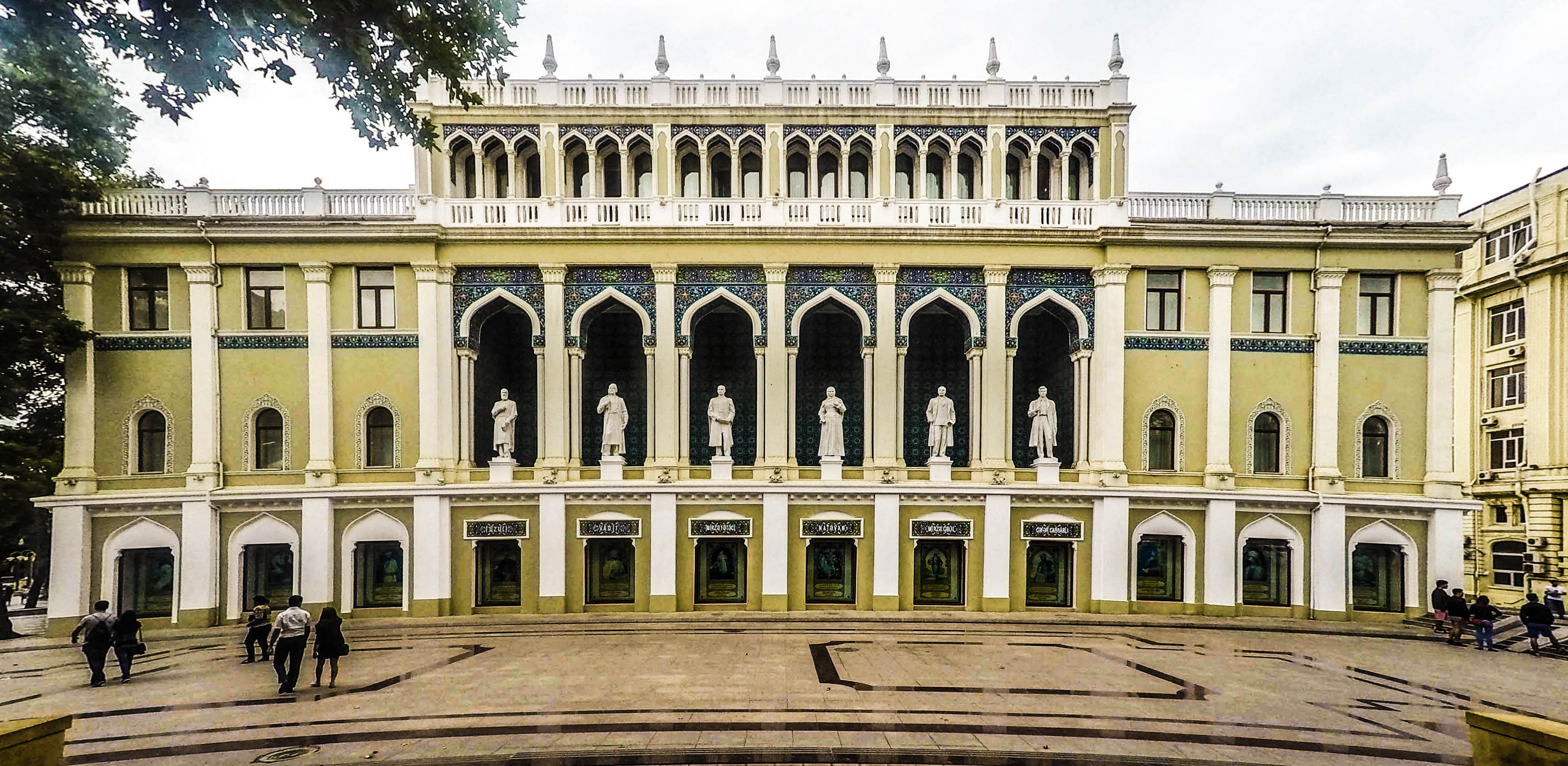
Museo de literatura azerbaiyana Nizami Ganjavi

- Mausoleo Yeddi Gumbez (Şamaxı)Museo de literatura azerbaiyana Nizami Ganjavi

## Museos nacionales
- Museo de Alfombra de Azerbaiyán
- Museo Nacional de Arte de Azerbaiyán
- Museo Estatal de Historia de Azerbaiyán
- Museo de libros en miniatura de Bakú[20]
- Museo de literatura azerbaiyana Nizami Ganjavi[21][22]
- Museo de Arte Moderno [23][24]
- Museo Estatal de la música cultural de Azerbaiyán[25]
- Museo de patrimonio de “Hermanos Nobel” Bakú (Villa petrolera)[26]
- Museo Histórico Etnográfico de la aldea Khinalig[27]
- Museo de Independencia de Azerbaiyán[28]

## La arquitectura moderna

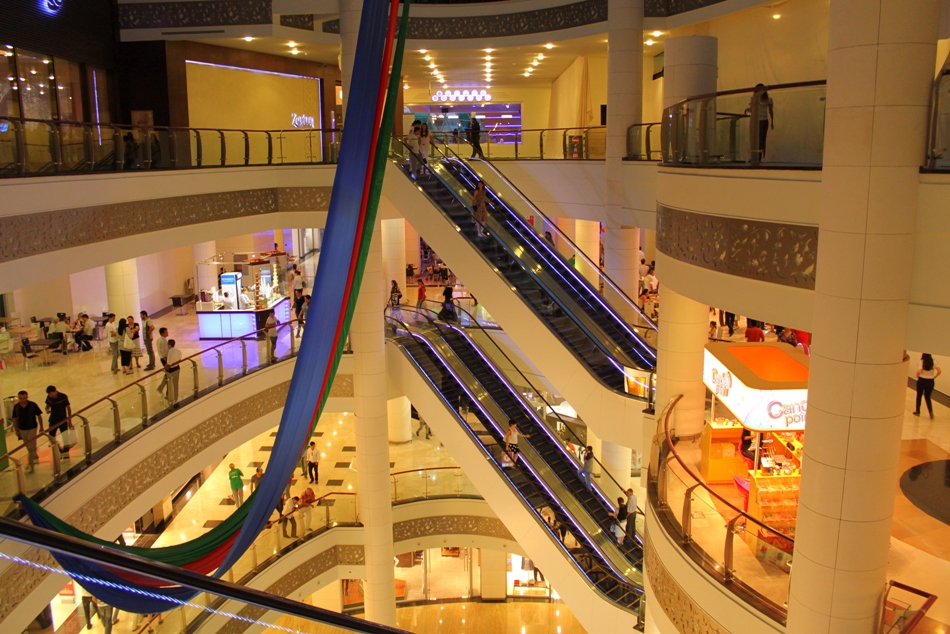
Centro Comercia l Park Bulvar

- Centro Heydar Aliyev
- Torres Bakú Flame (Flame Towers)
- Museo de la AlfombraCentro Comercia l Park Bulvar

## Centros comerciales

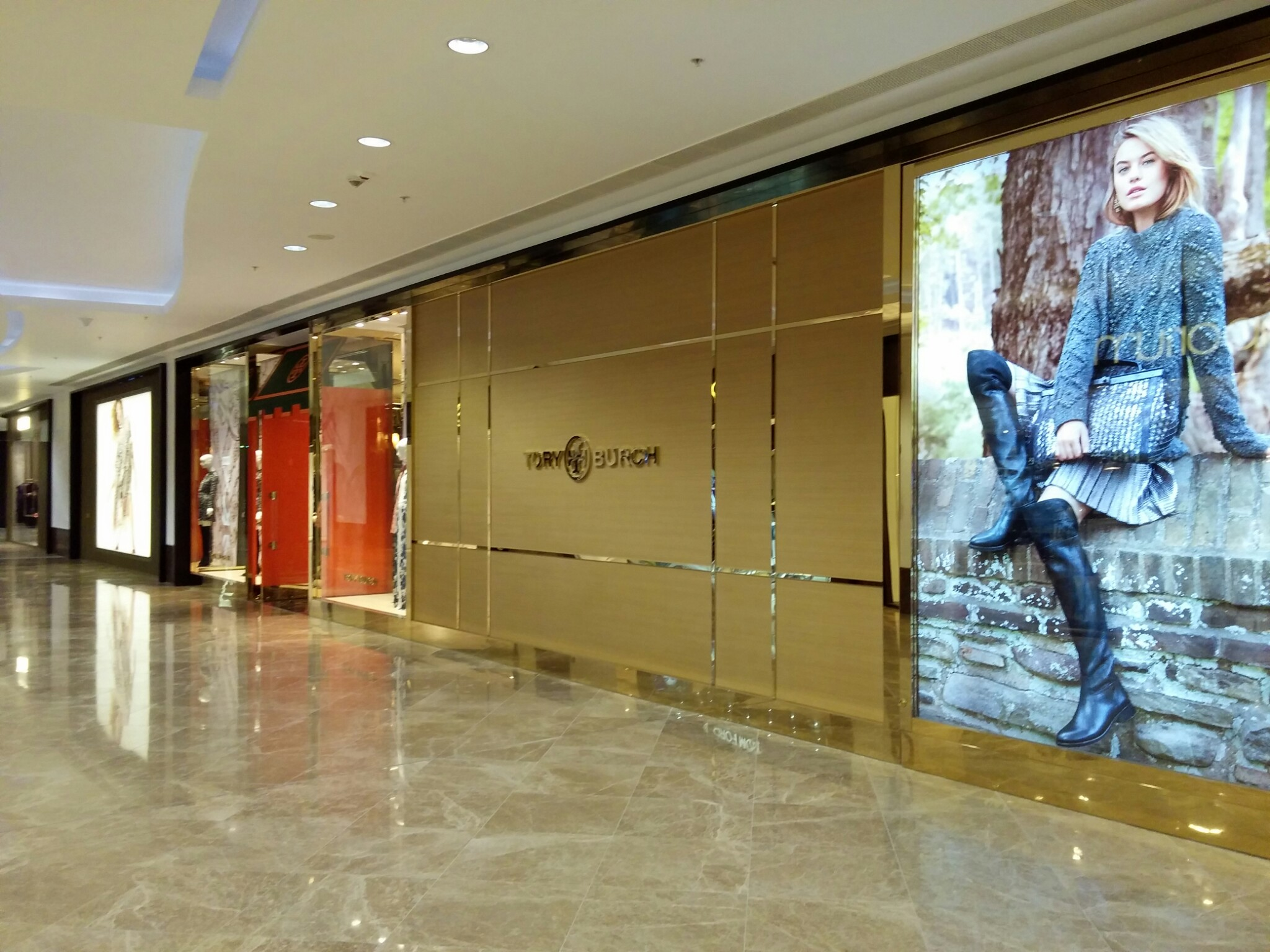
Centro Comercial Port Baku Mall

- Port Baku Mall
- Park Bulvar
- Ganjlik Mall
- 28 Mall

- Metro Park Shopping Mall
- Nargiz Shopping Center
- AF Mall
- Aygun City
- Baku Mall
- Shuvalan Park
- Ganja Shopping Mall
- “CAHAN AVM” shopping centerCentro Comercial Port Baku Mall

## Parques Nacionales

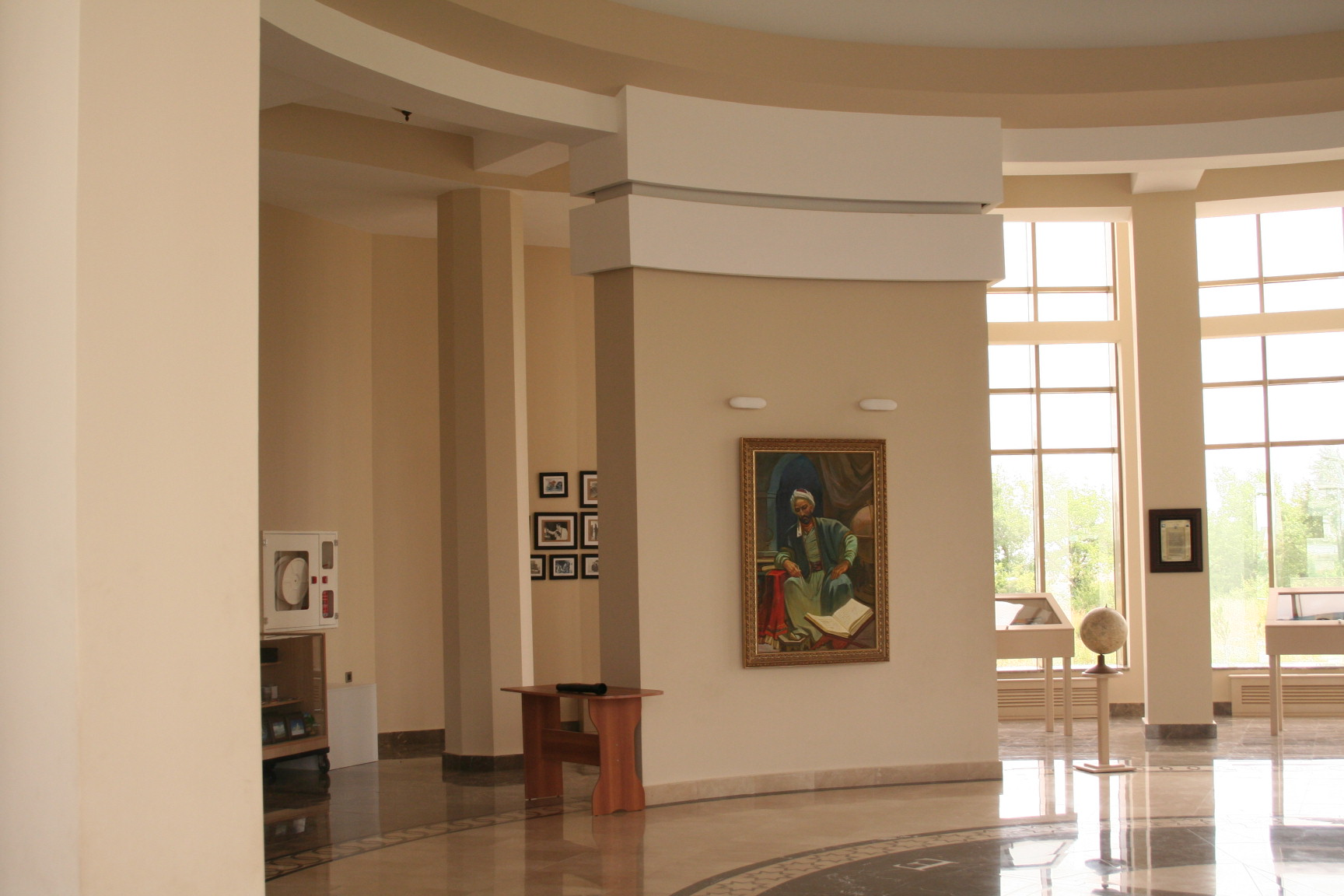
Observatorio astrofísico Nasreddin Tusi en Shamakhi

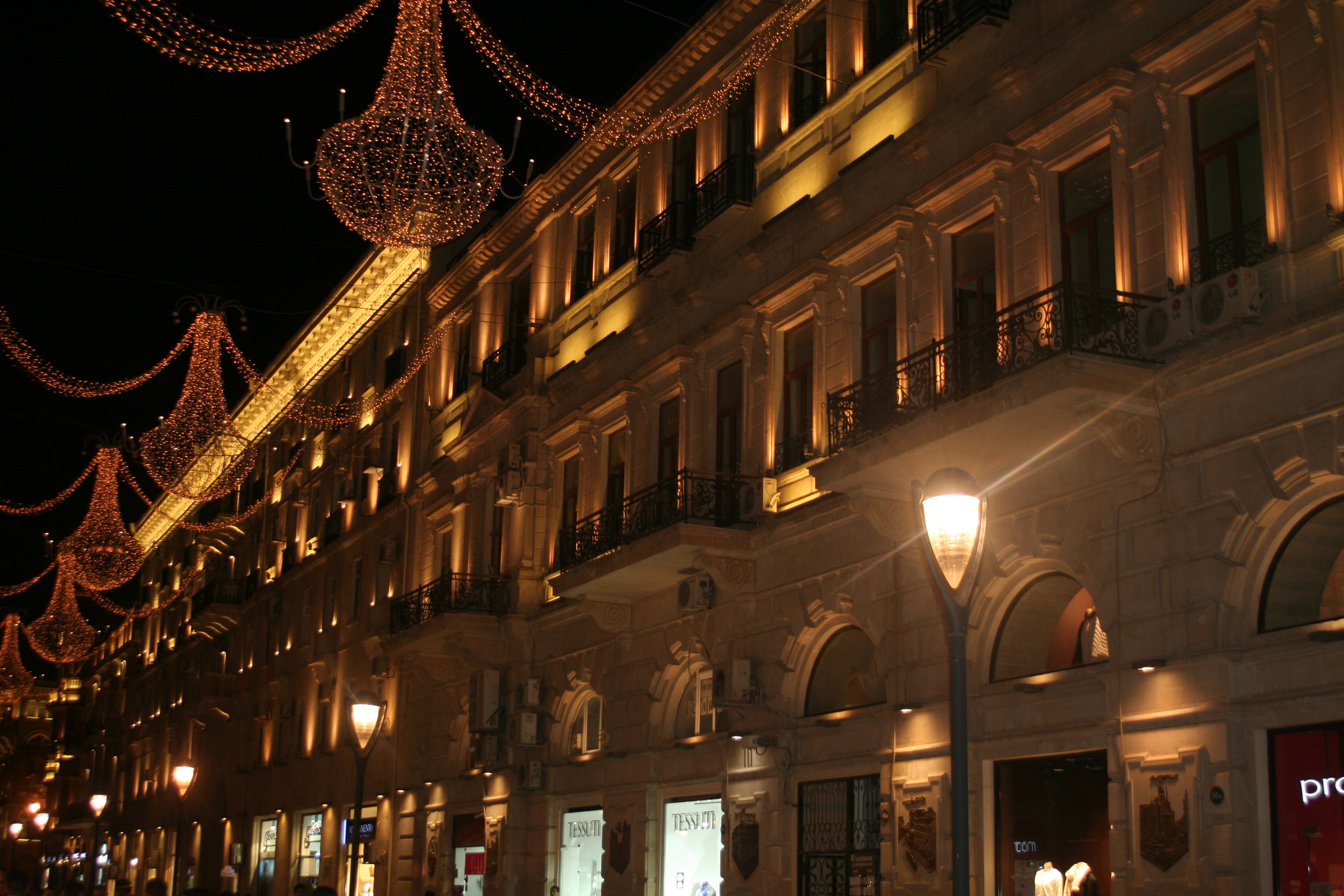
Nizami Street

En Azerbaiyán hay ocho parques nacionales, que se encargan de la protección ambiental, investigaciones y propósitos educativos, científicos y culturales.
- Parque Nacional Göygöl
- Parque Nacional Altıağac

- Parque Nacional Girkan
- Parque Nacional Ağ Göl
- Parque Nacional Shirván
- Parque Nacional Zangezur

- Parque Nacional Absheron
- Parque Nacional Shahdag

### Gala- Reserva Histórica Etnográfica Estatal
Gala-Reserva Histórica Etnográfica Estatal es un complejo de museos ubicado en Bakú. Está conformado por tres museos: el Museo de Arqueología y Etnografía (al aire libre), el Museo del Castillo (al aire libre) y el Museo de Antigüedades, situados en el distrito de Gala. 

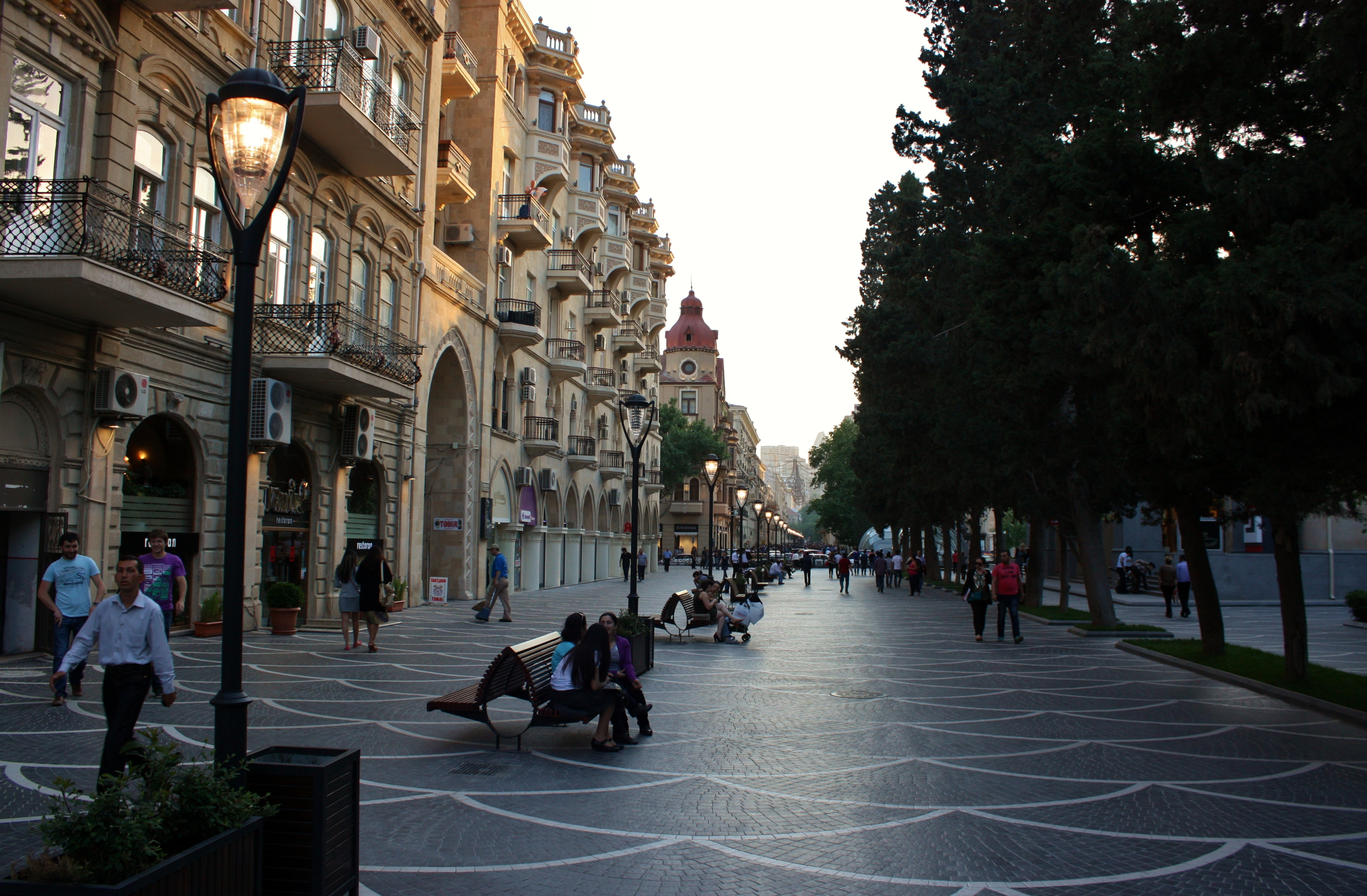
Calle de Nizami en Bakú

### Observatorio astrofísico Nasreddin Tusi de Shamakhi
Fue inaugurado en 1960 en Shemakhi, y en 1981, recibió el nombre del matemático, físico y astrónomo medieval Muhammed Nasreddin Tusi. 

### Calle de Nizami
Calle central de ciudad Bakú, fue nombrado en honor del Poeta Nizami Ganjavi. Los habitantes la llaman la calle “Comercial” , ya que aquí hay multitud de comercio textil, también es denominada “Plaza de las Fuentes”.

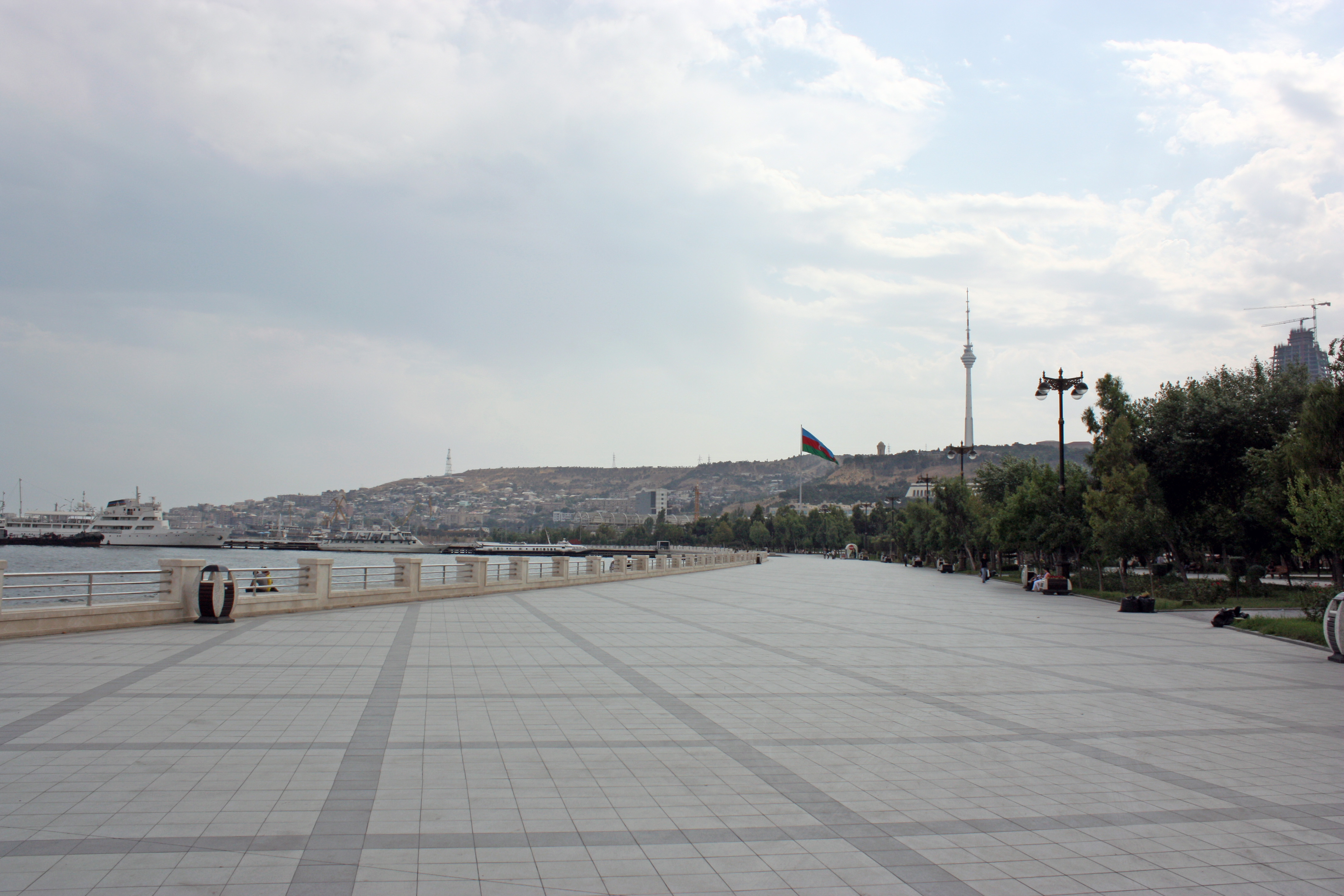
Bulevar de Bakú

### Boulevard de Azerbaiyán
Es el paseo marítimo. Su extensión antes de la reconstrucción era de 16 kilómetros, y desde su reconstrucción, llega a los 25 km. Su longitud se extiende desde la Estación Marítima hasta el "Boulvard Hotel" y del Palacio de los Juegos hasta el Palacio de los Deportes Acuáticos.
En el bulevar existen diferentes lugares de interés como el Park Bulvar Mall,  el centro de negocios de Bakú (Business Center Bakú) y diferentes atracciones. 
Al final de Bulevar se encuentra la Plaza de la bandera Nacional (Dövlət Bayrağı Meydanı), que es una de las más altas del mundo. Cerca de la bandera se encuentra el centro deportivo y de conciertos, el Crystal Hall, que fue construido específicamente para "Eurovisión 2012". En marzo de 2014 en el sector del Bulevar, se inauguró una nueva noria, la Rueda de la Fortuna, de 60 m de altura.

## Galería

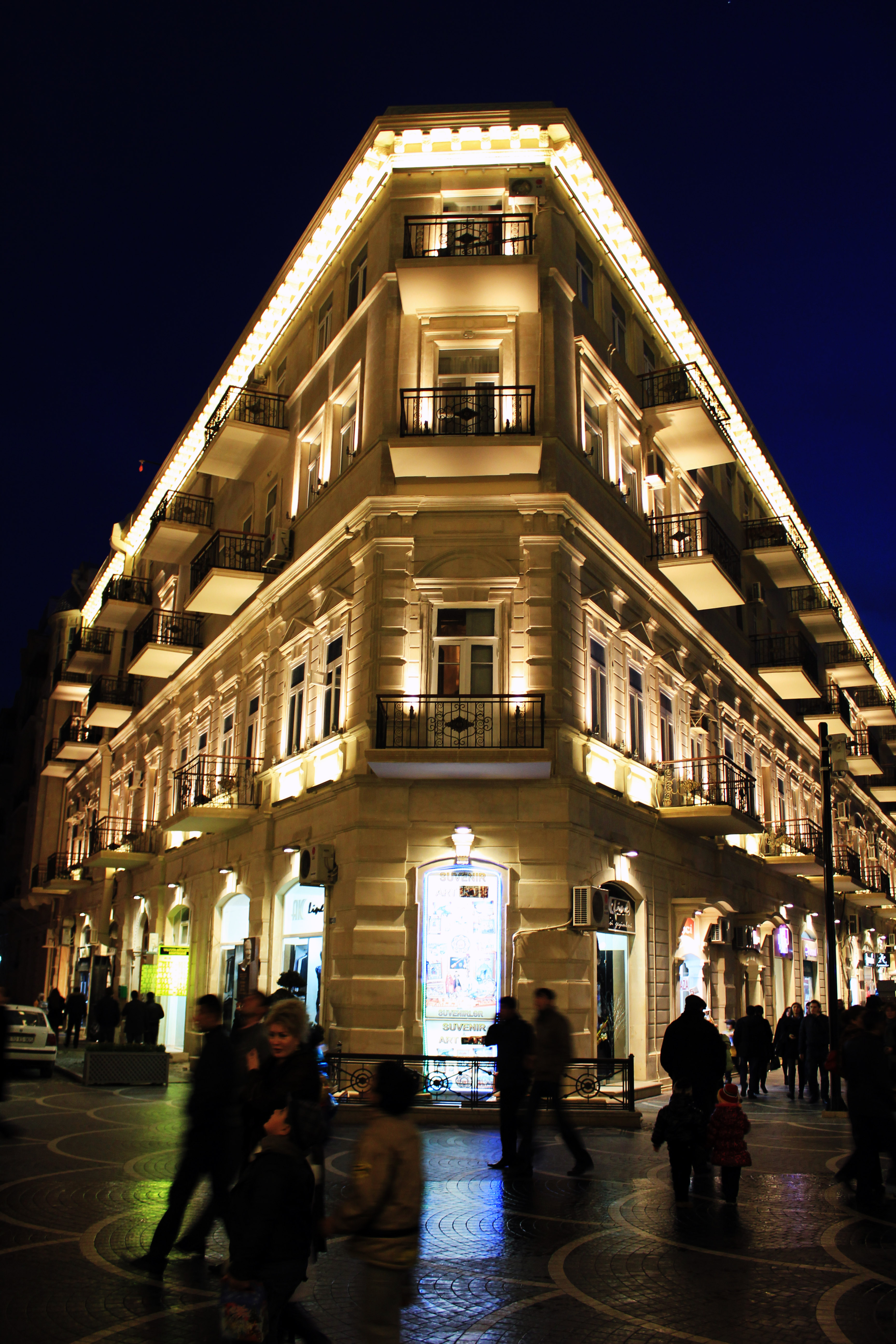
Calle Nizami en Bakú
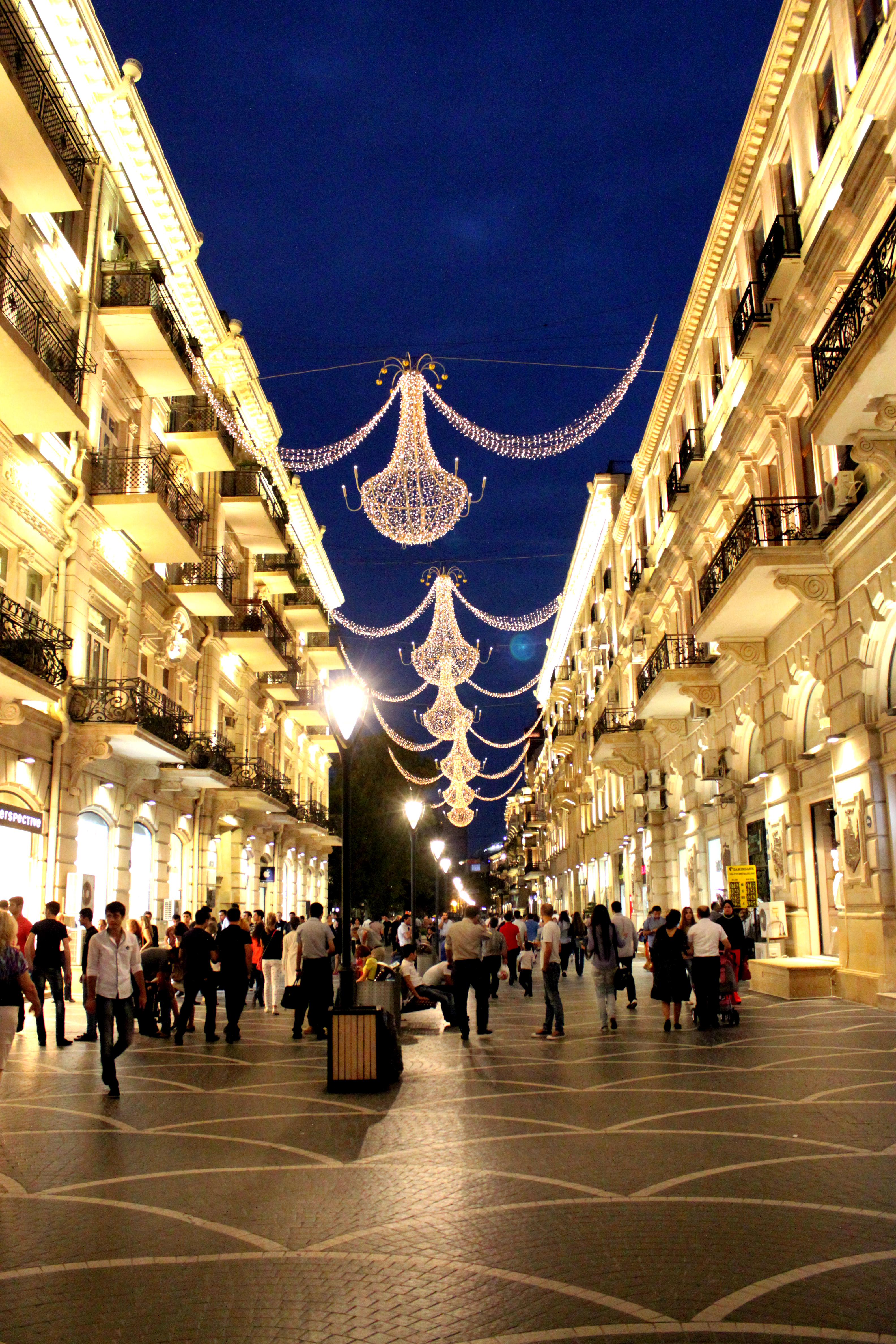
Edificios históricos en la calle Nizami
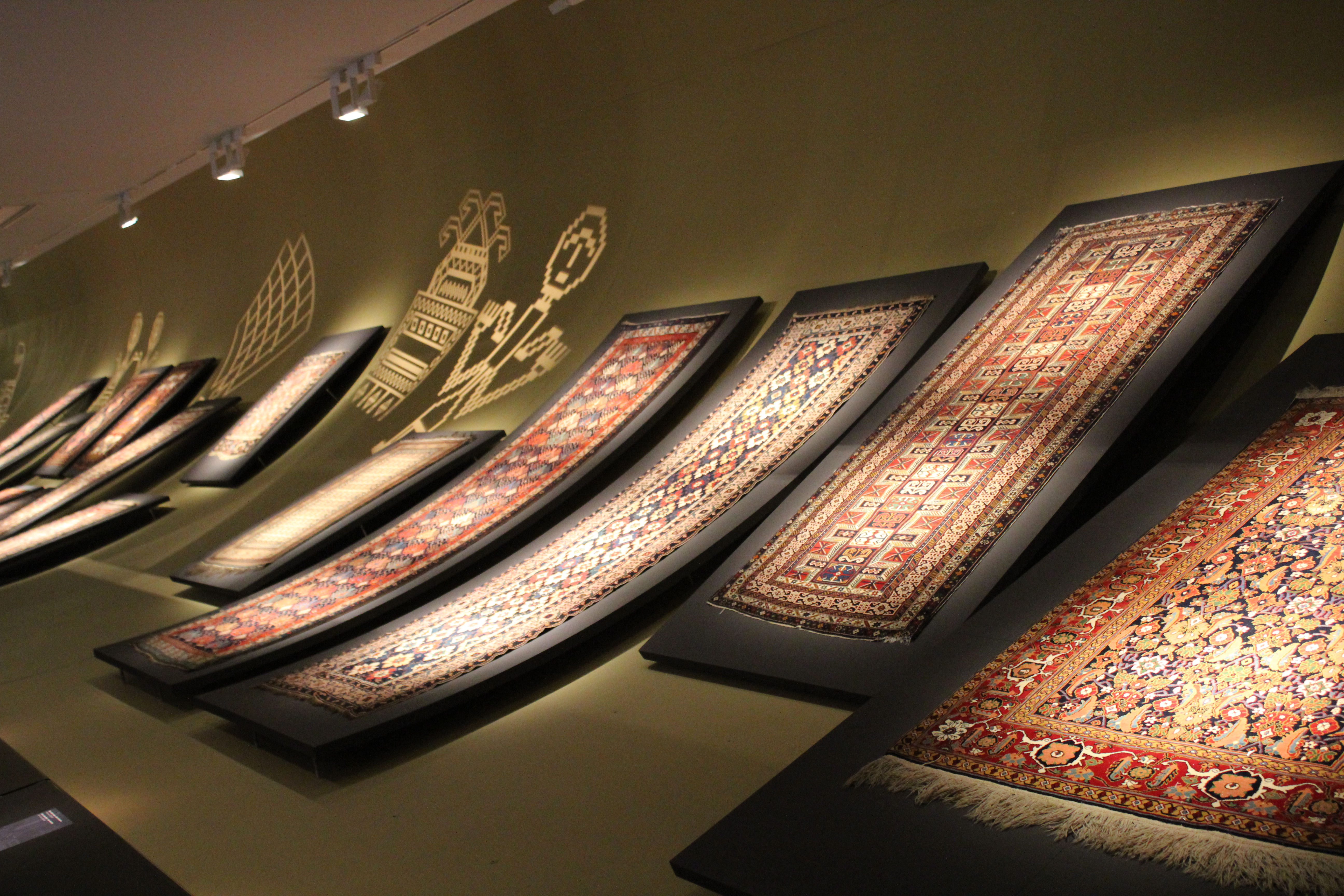
Alfombras azerbaiyanas en Museo De Alfombras
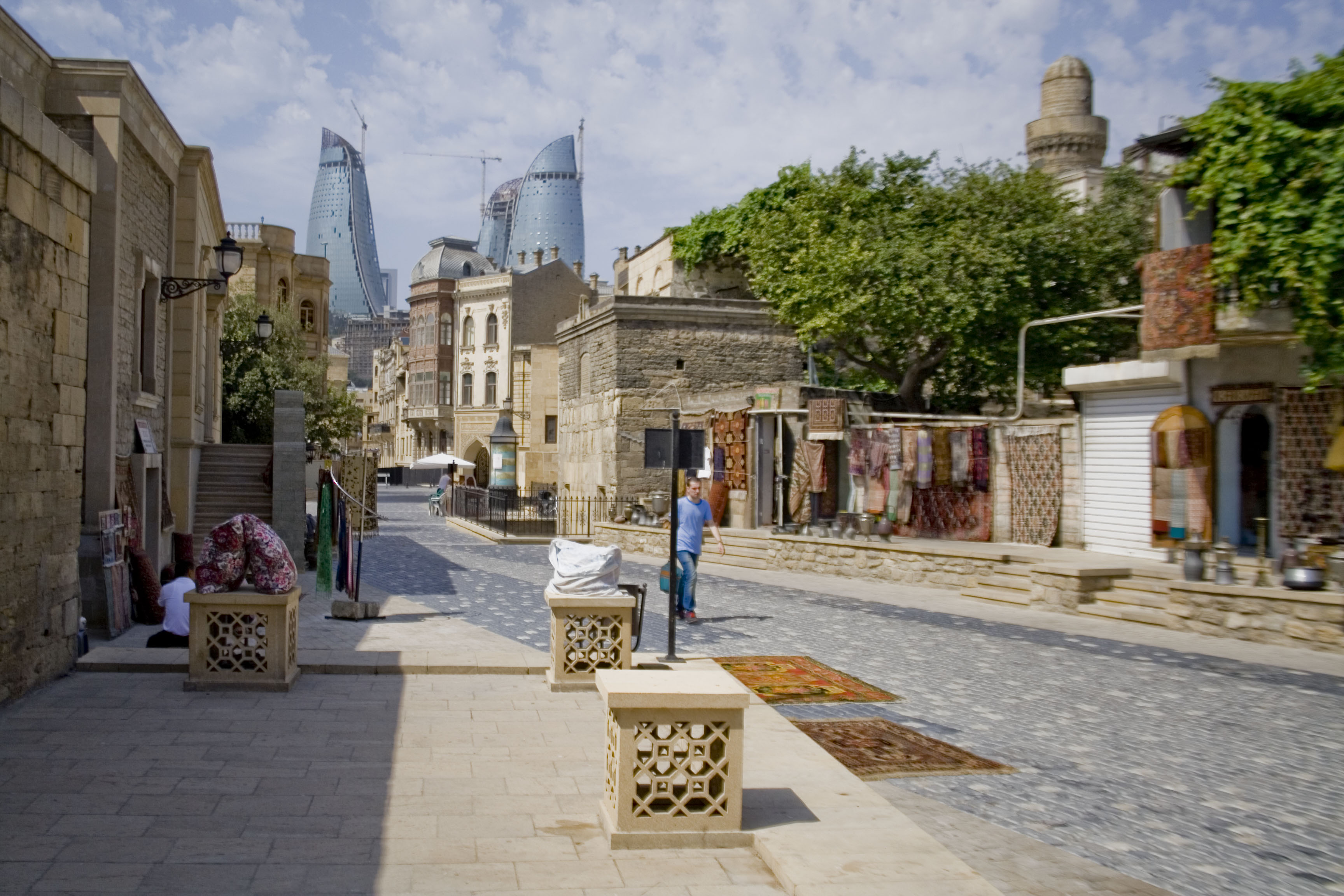
Ciudad Viejo de Bakú
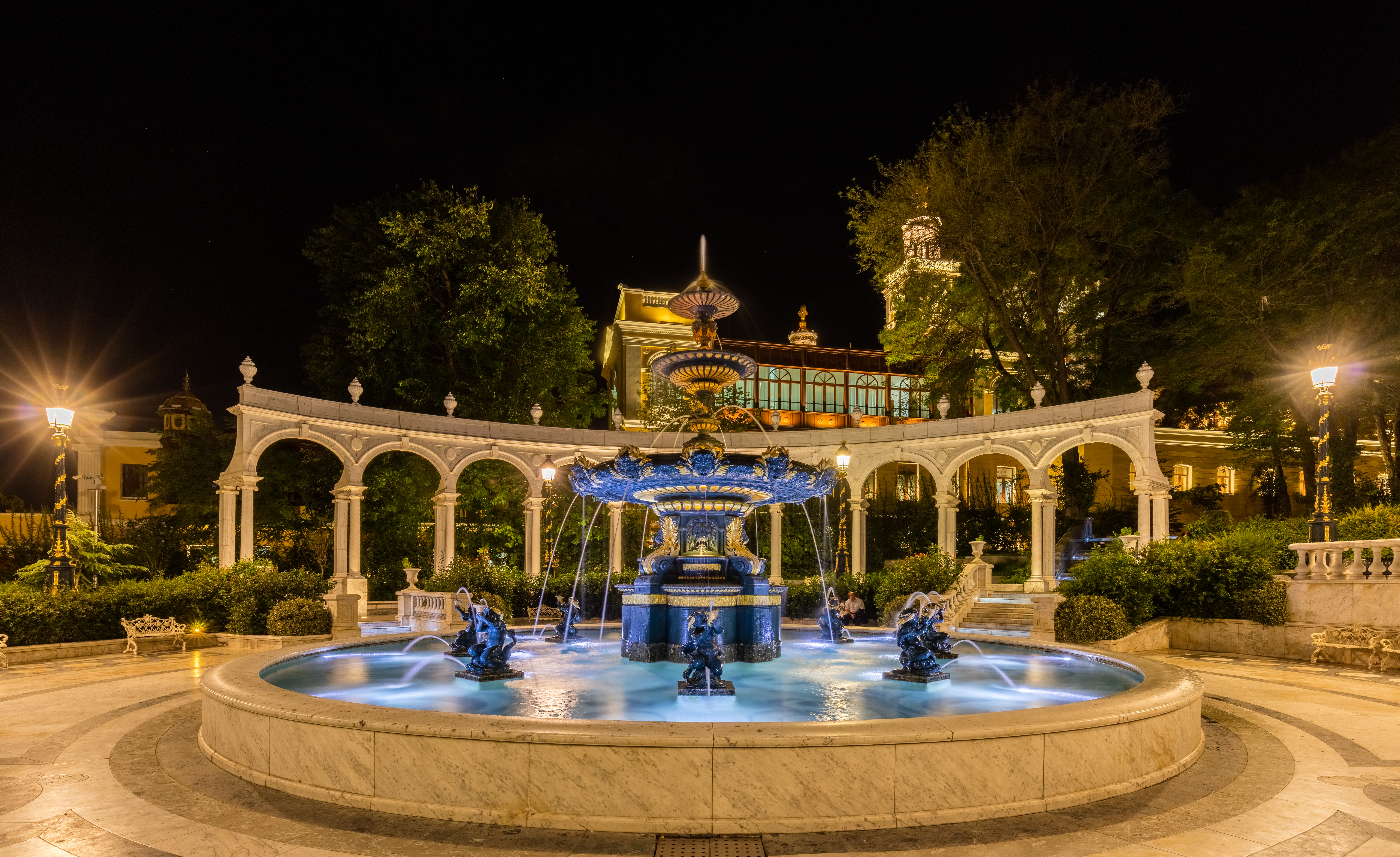
Jardín Filarmónico
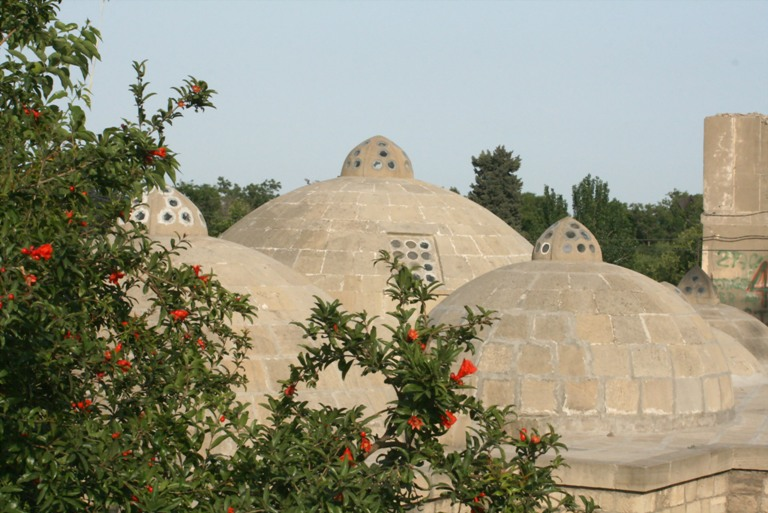
Palacio de los Shirvansháhs

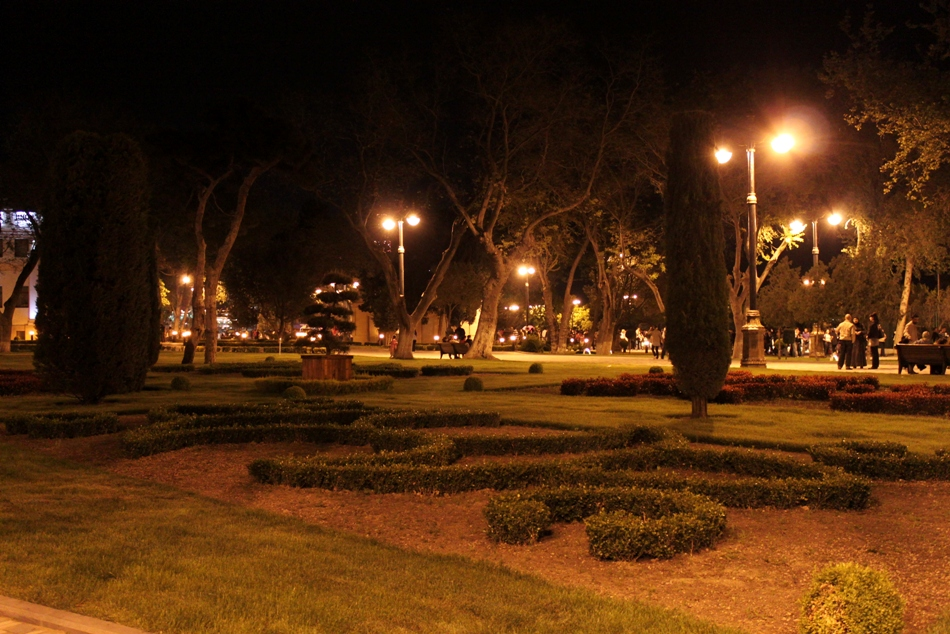
Vista nocturna de Baku Boulevard
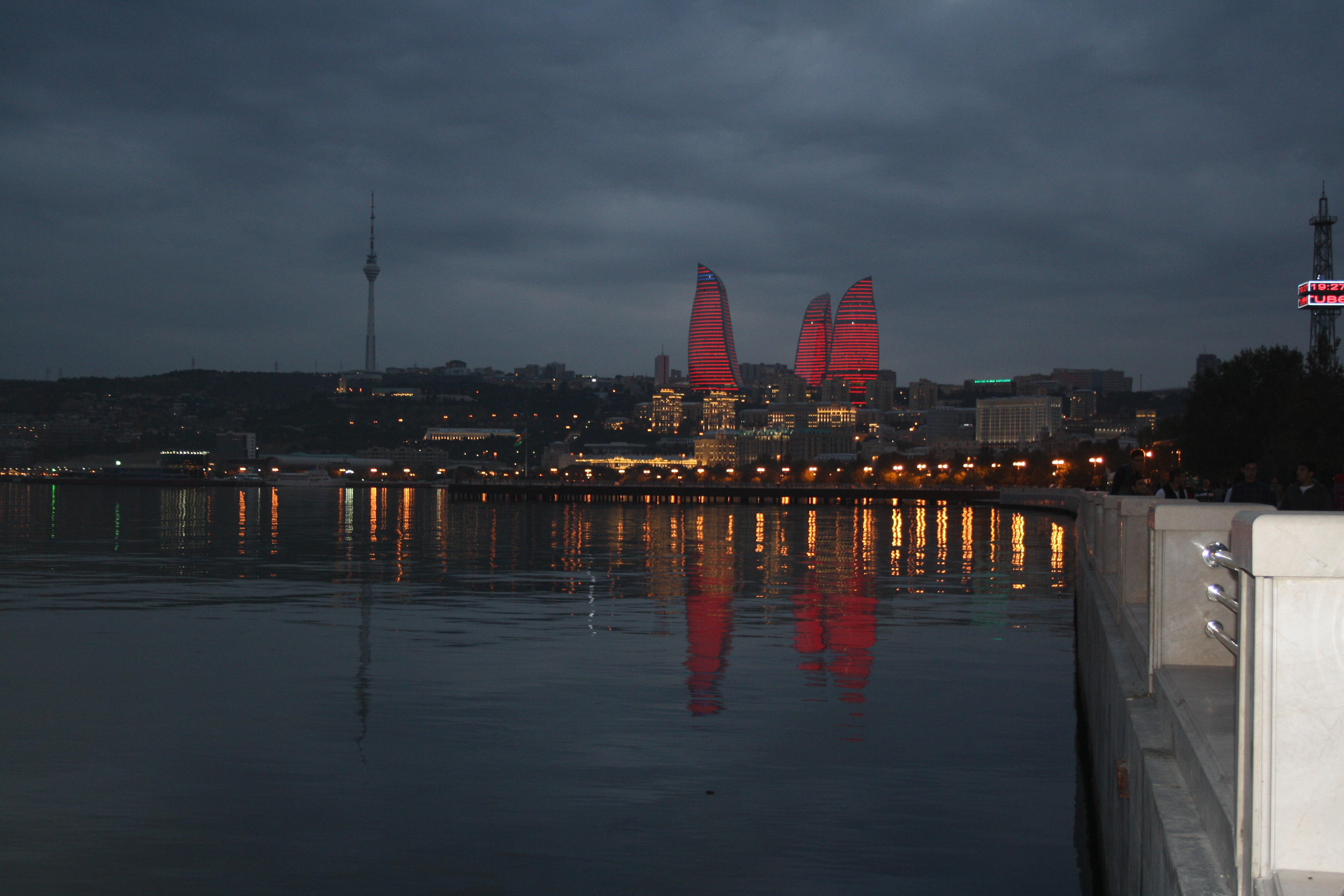
Vista de Flame Towers desde Bakú Boulevard
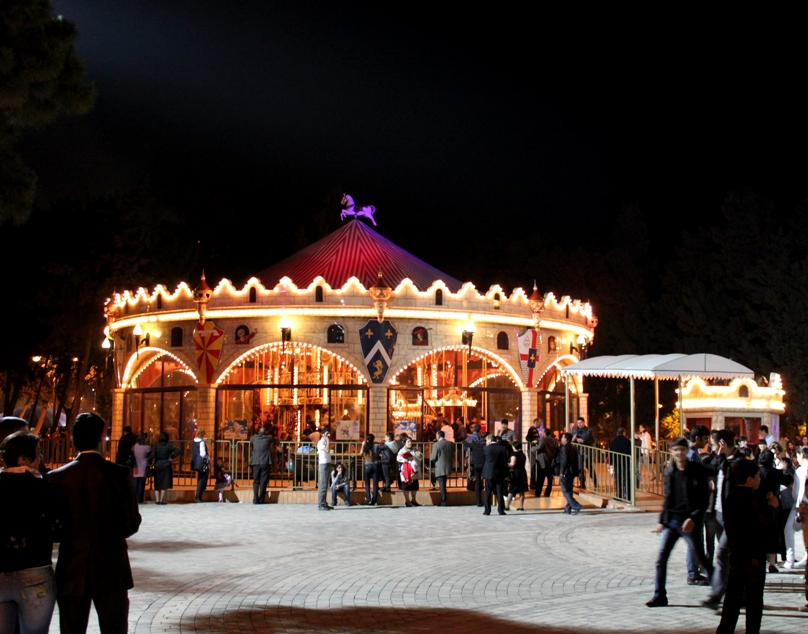
Atracción en Bakú Boulevard
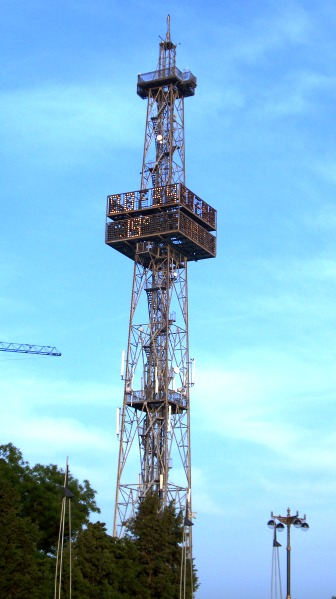
TORRE en Boulevard

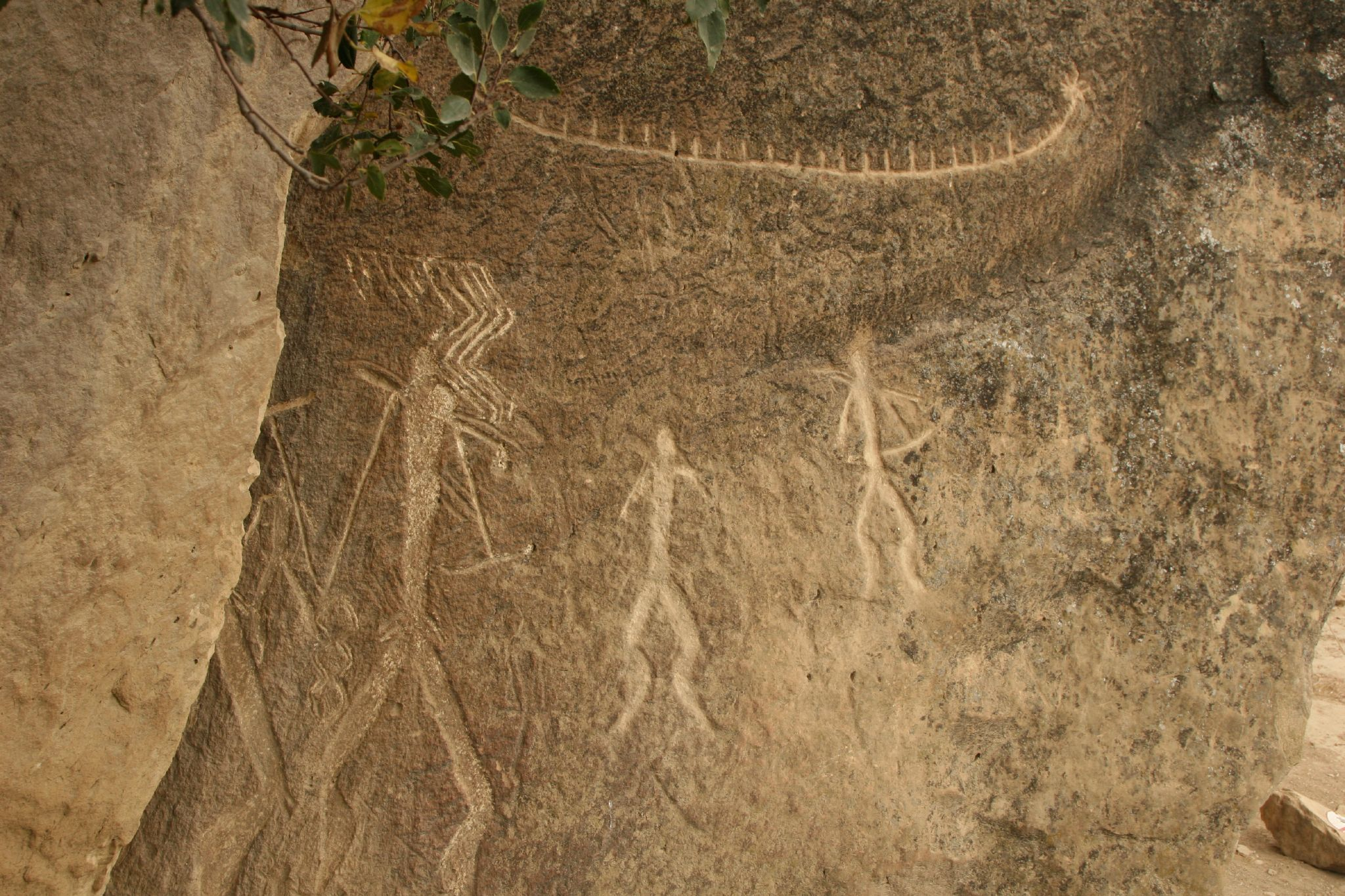
Gobustan
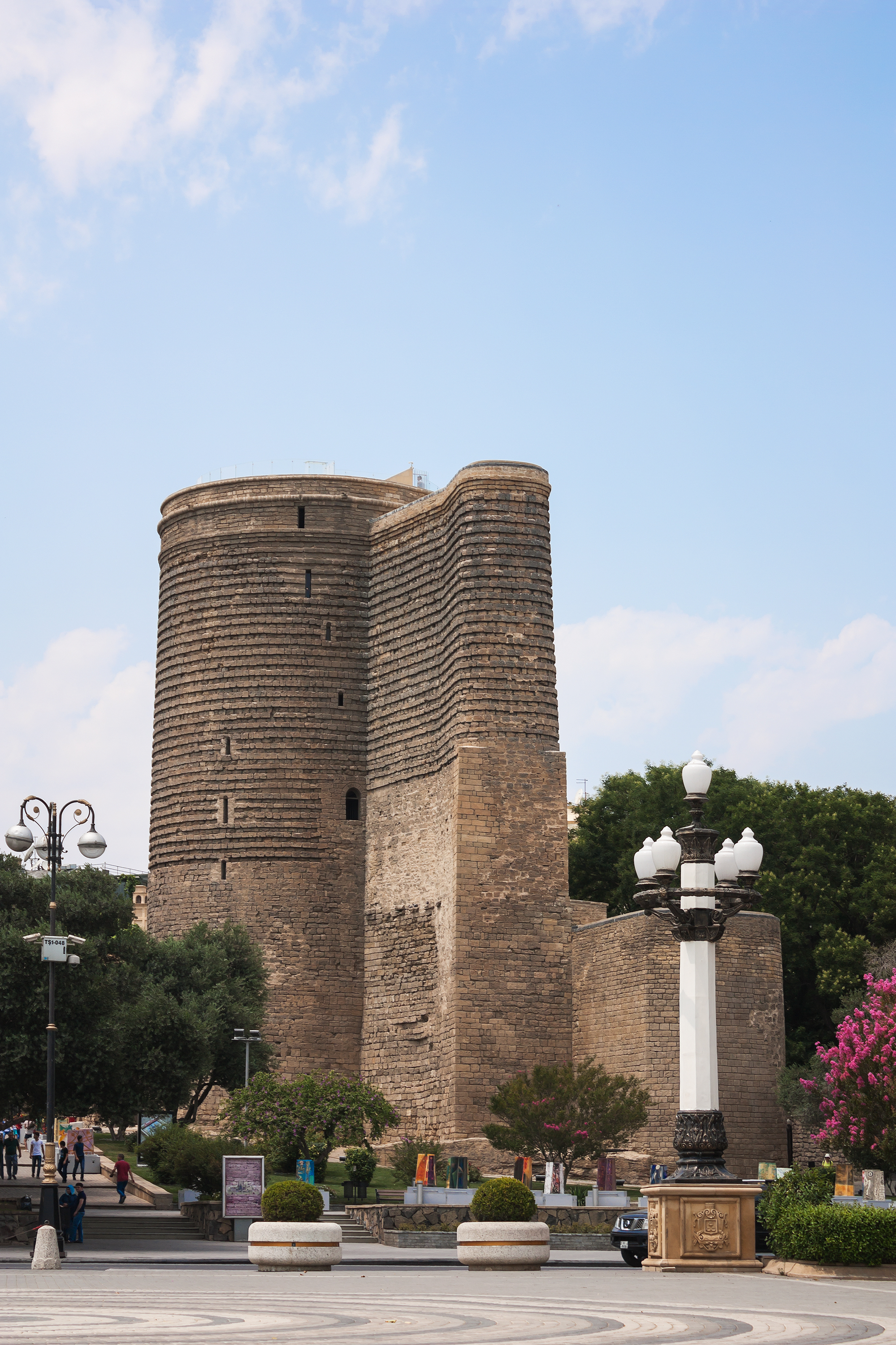
Torre de la Doncella
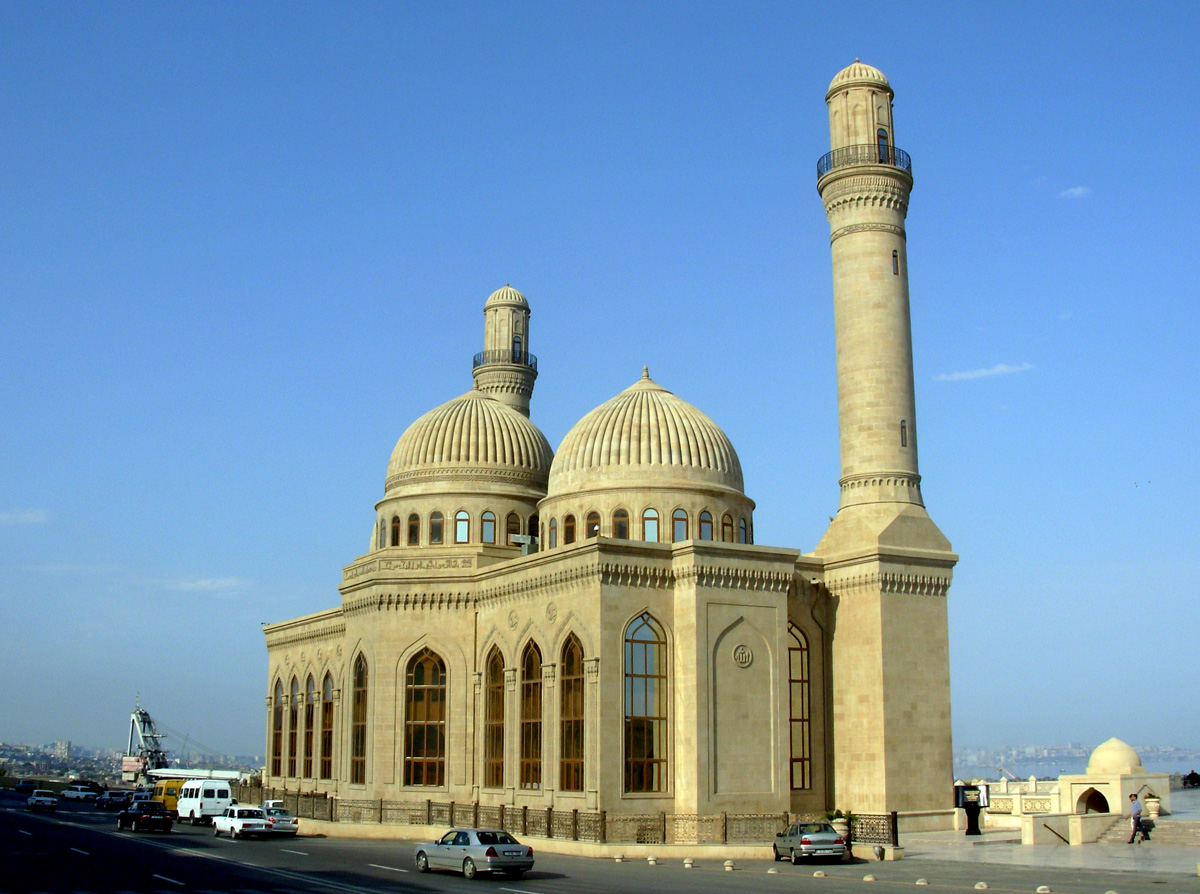
Mezquita Bibi-Heybat
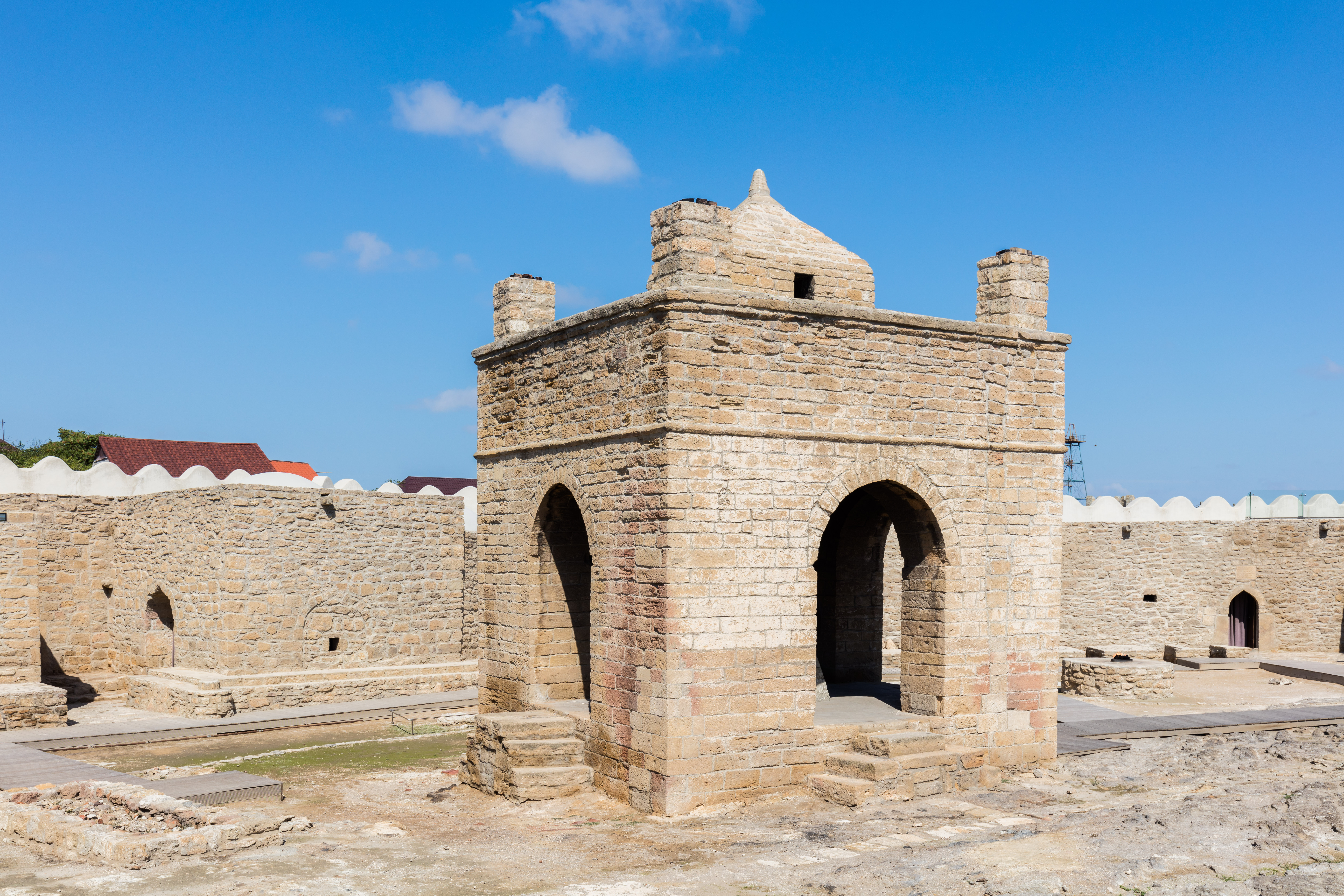
Templo del Fuego en Bakú
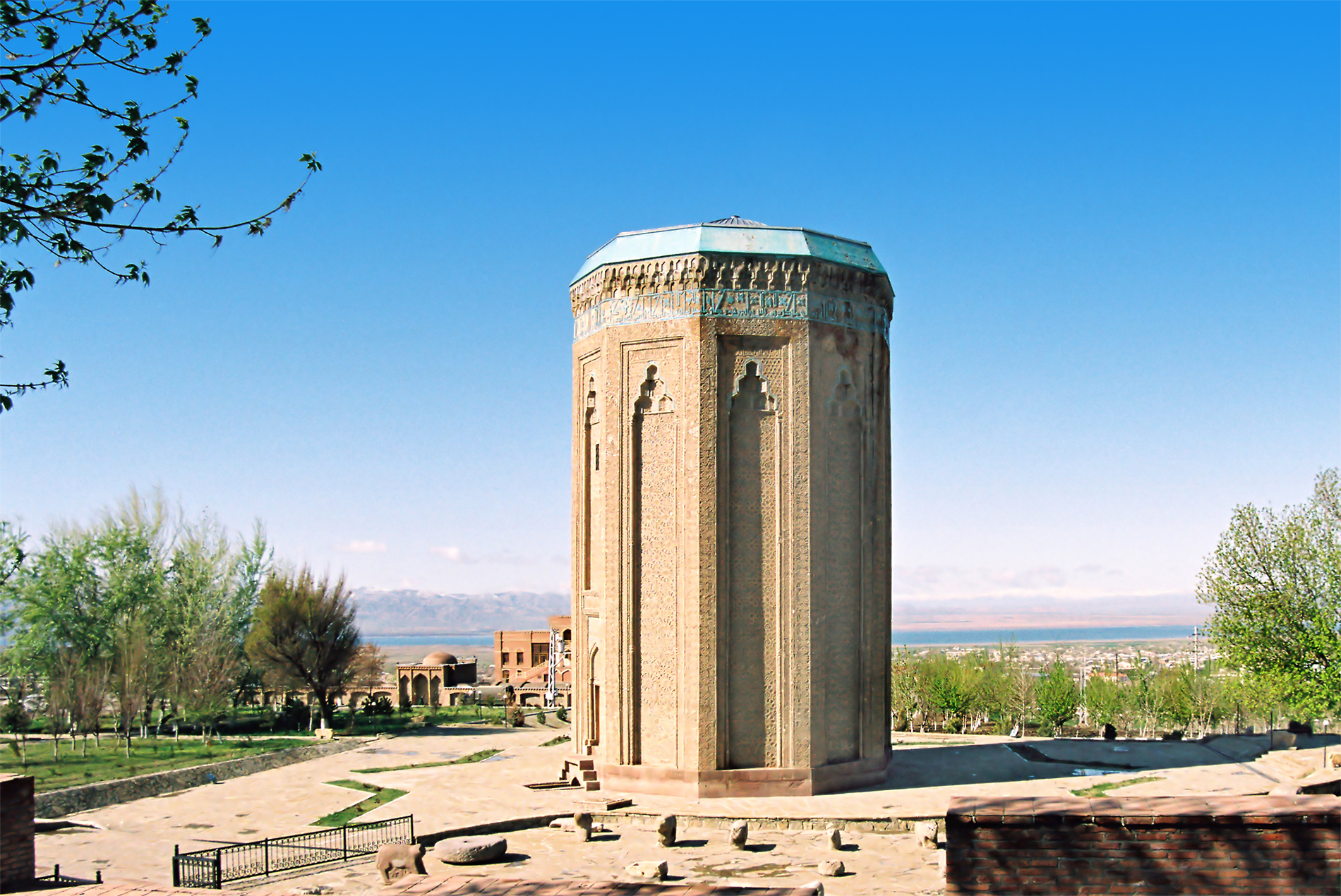
Mausoleo de Momine Jatun (Najicheván)
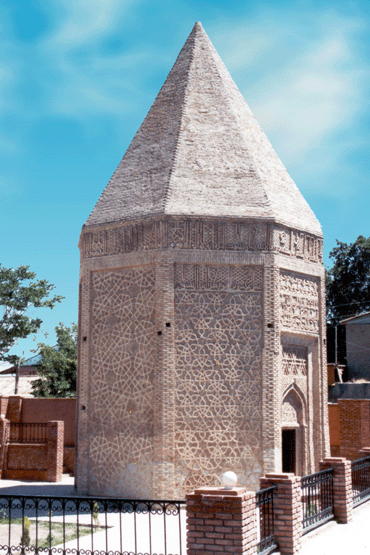
Mausoleo Yusif Ibn Kuseyr en Najicheván
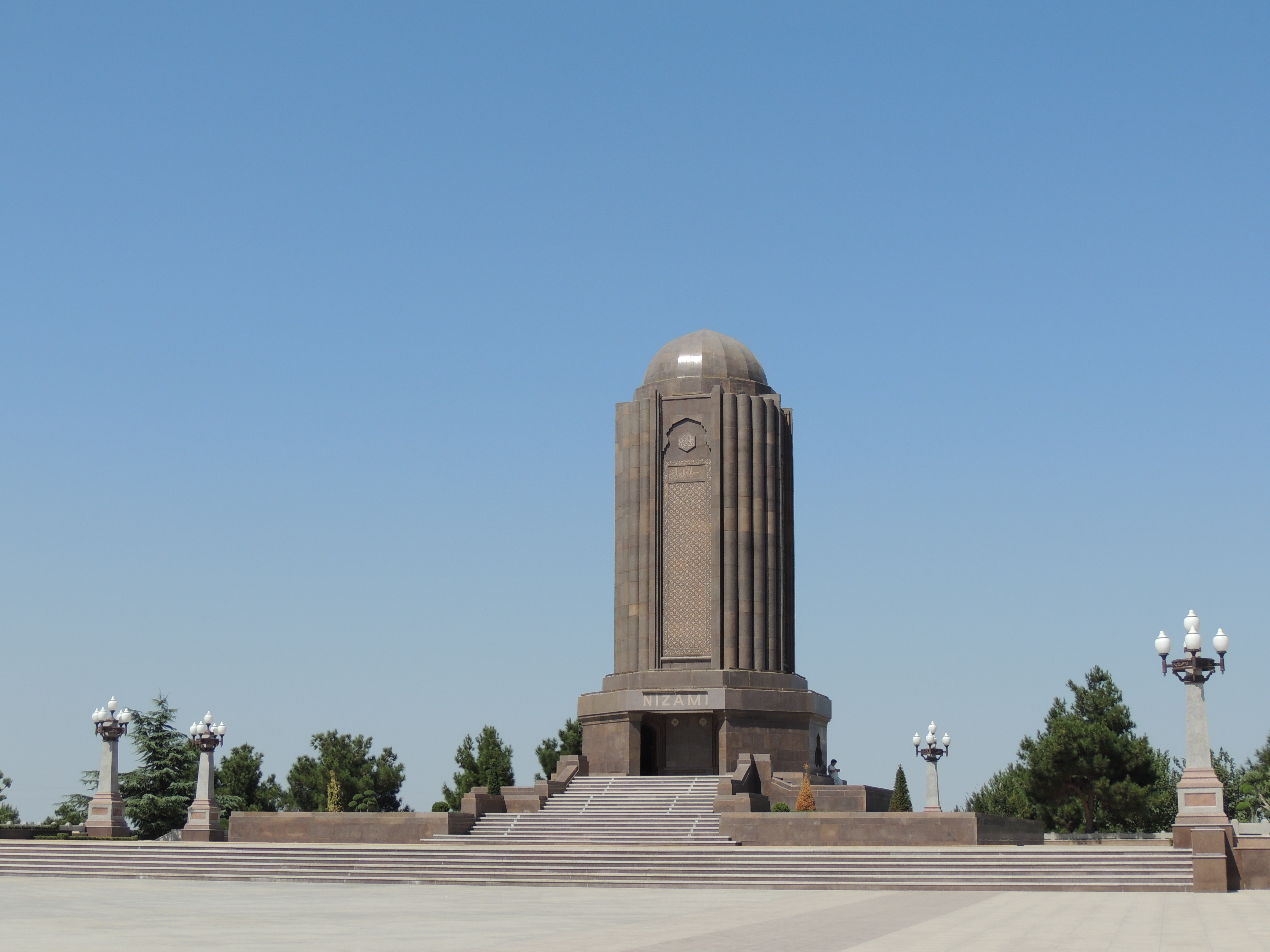
Mausoleo de Nizami (Ganyá)
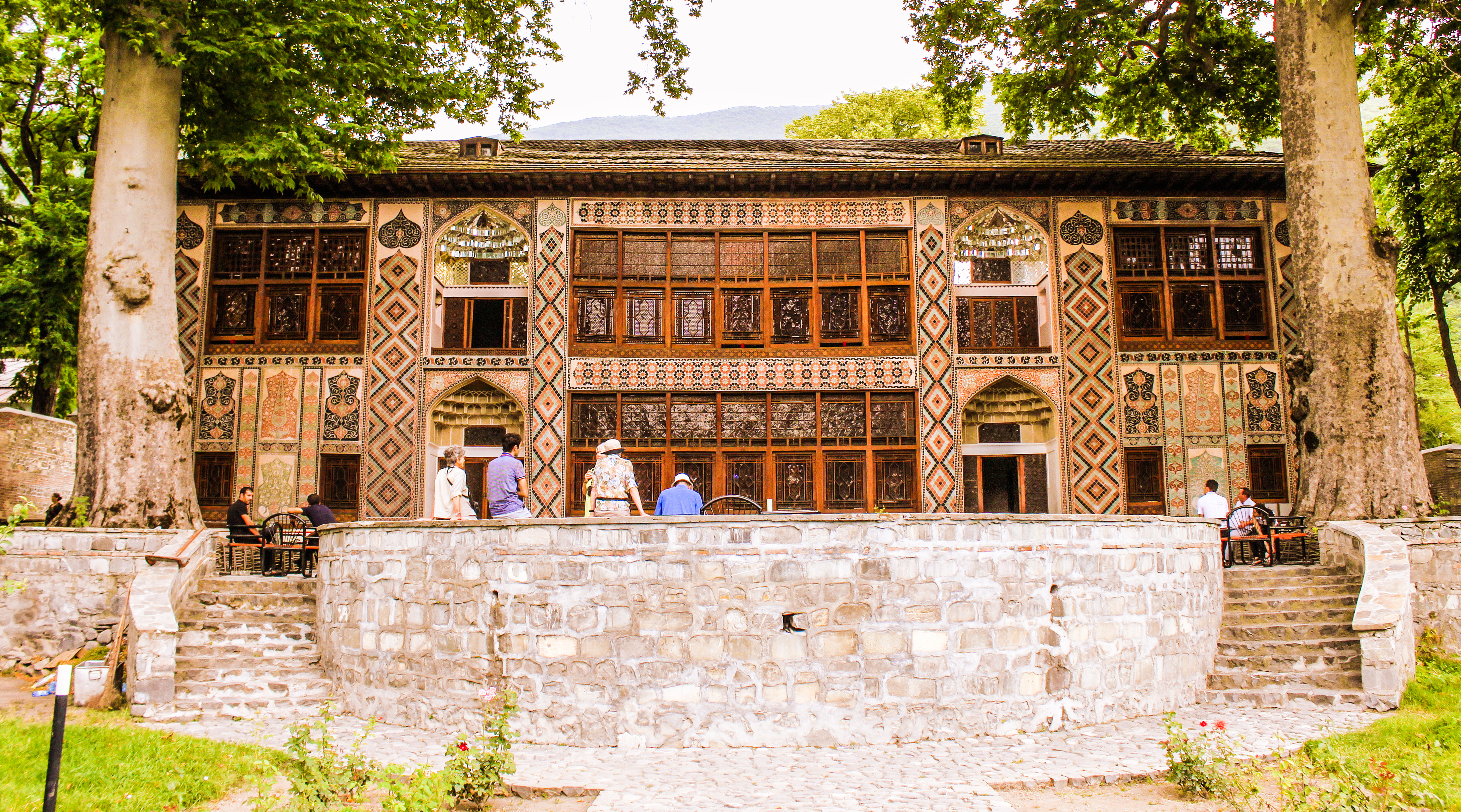
Palacio de los Khanes de Şəki
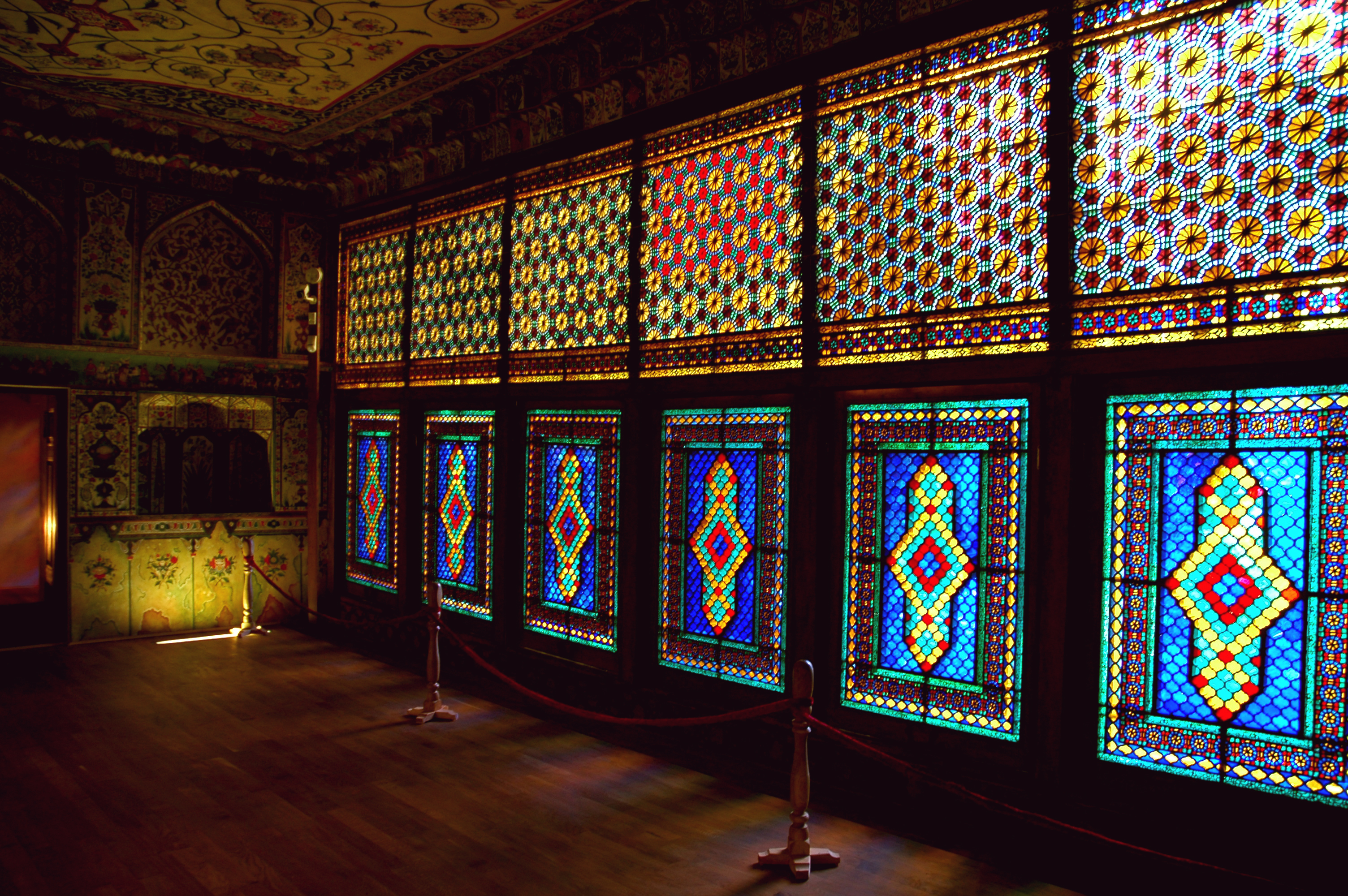
Interior del Palacio de los Kanes de Şəki
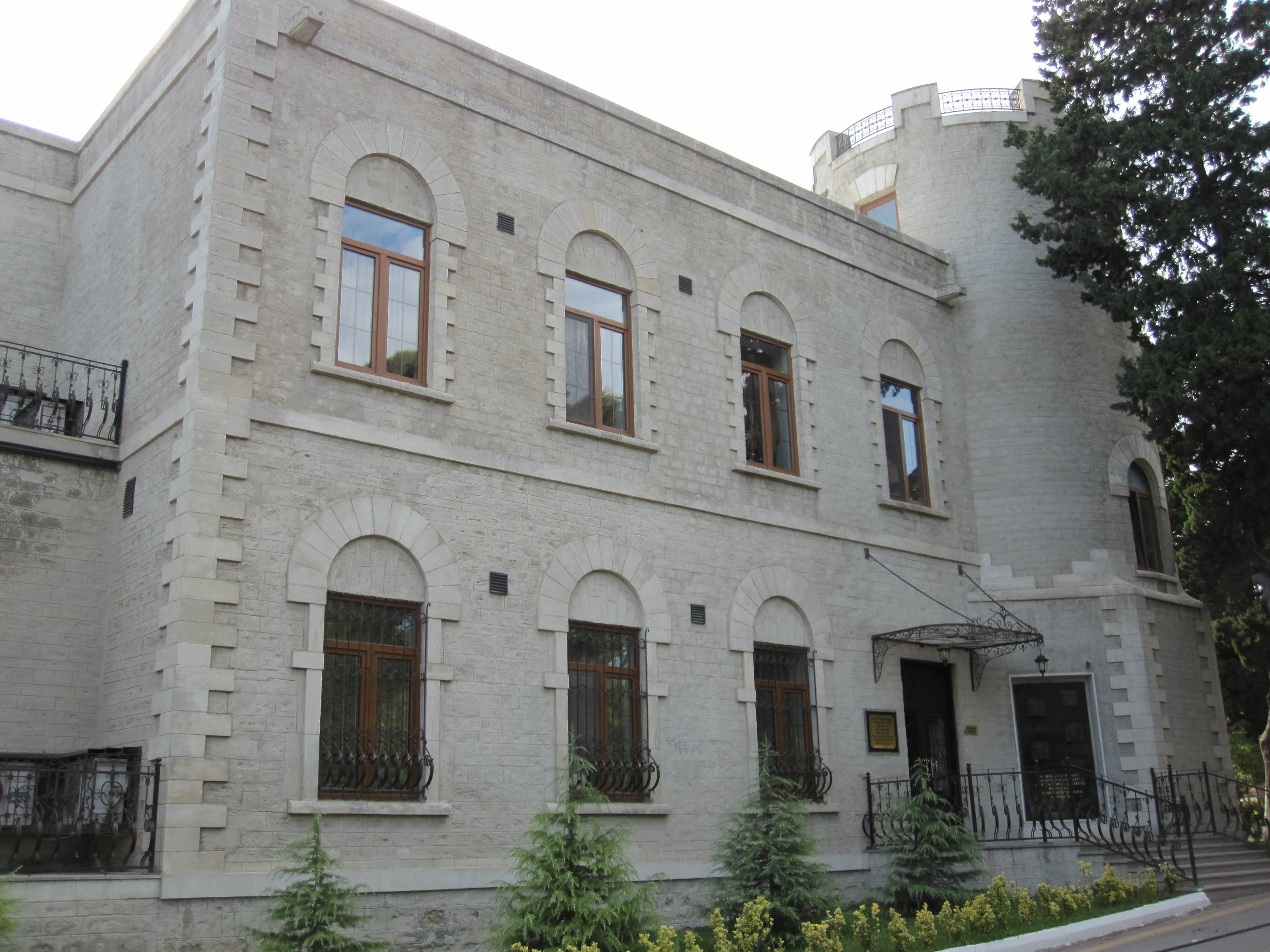
Villa Petrolea (Hermanos Nobel)
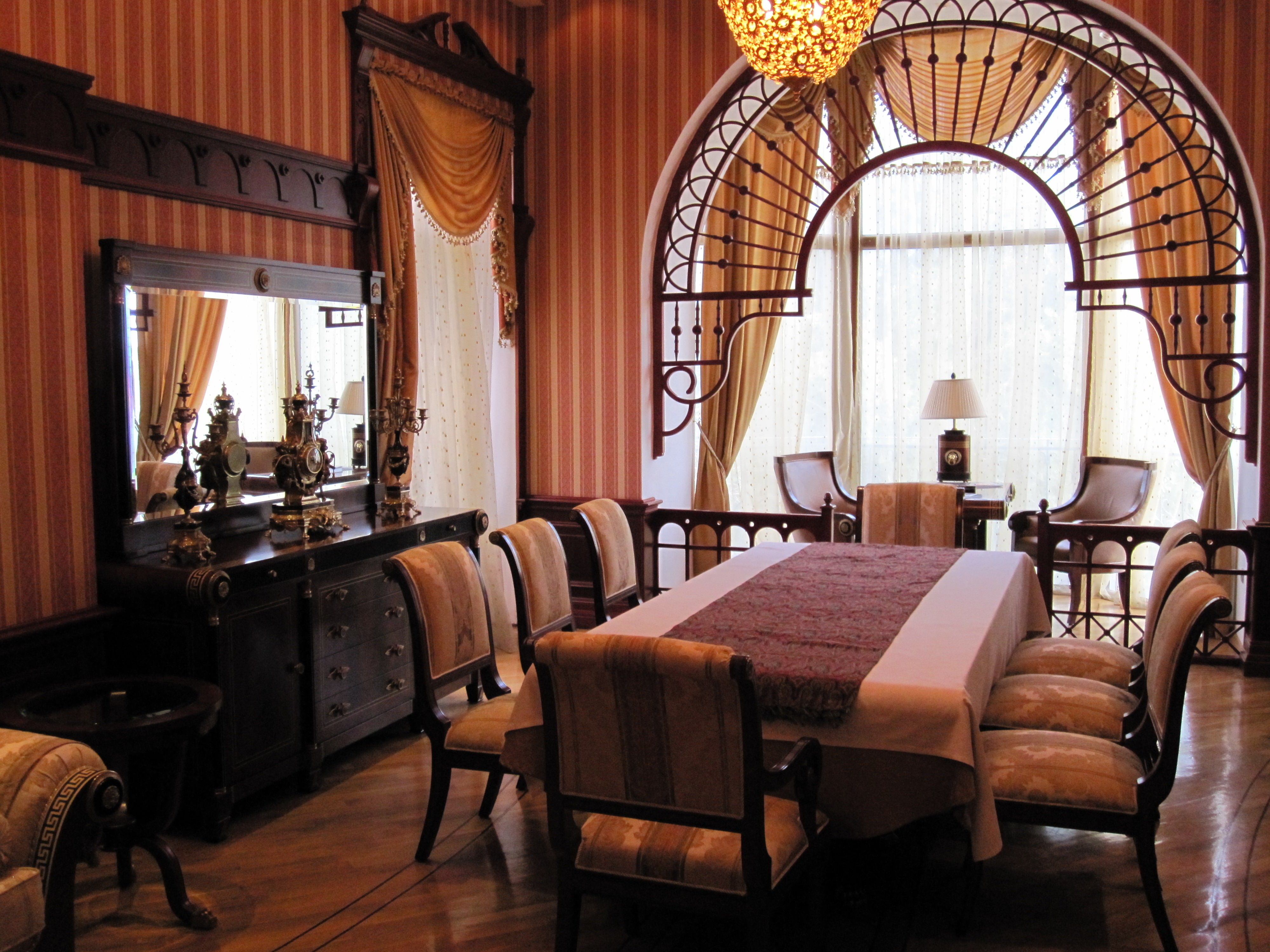
Interior de Villa Petrolea
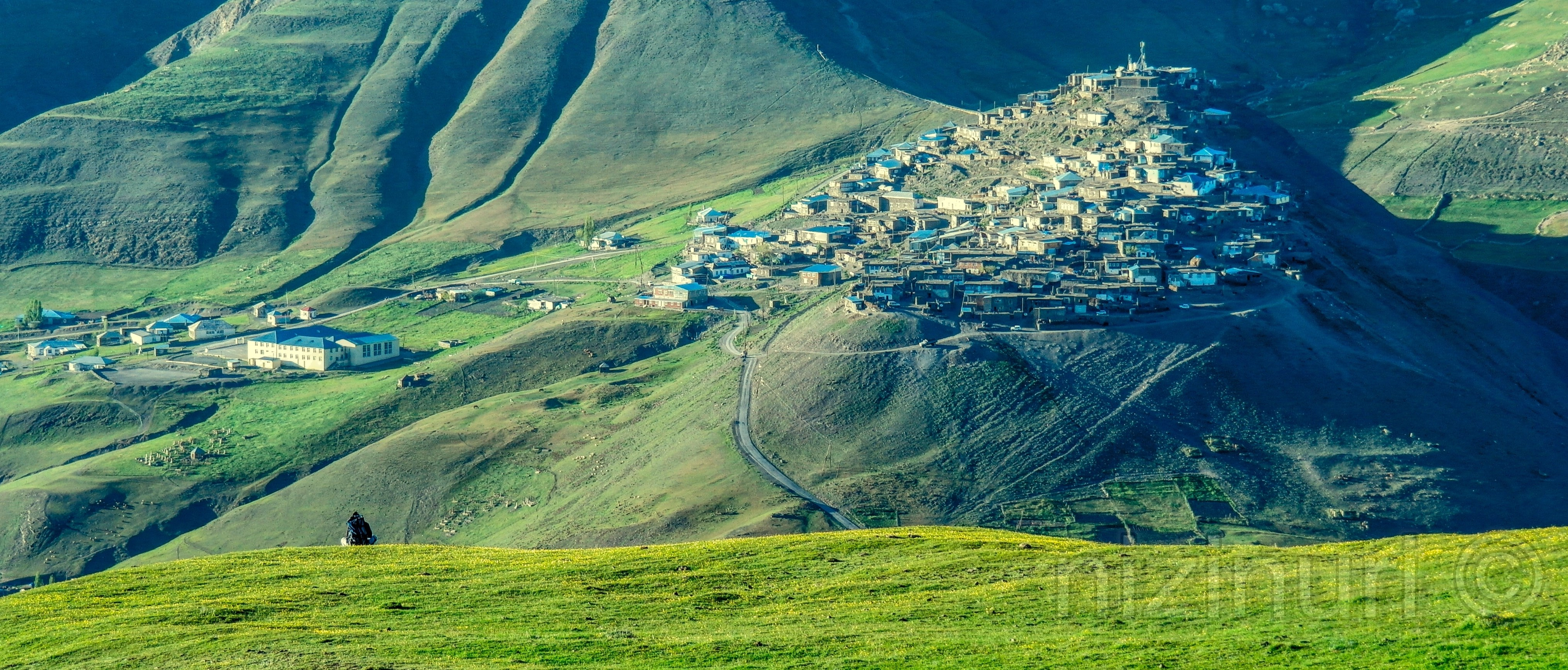
Aldea Khinalñg ( Quba)
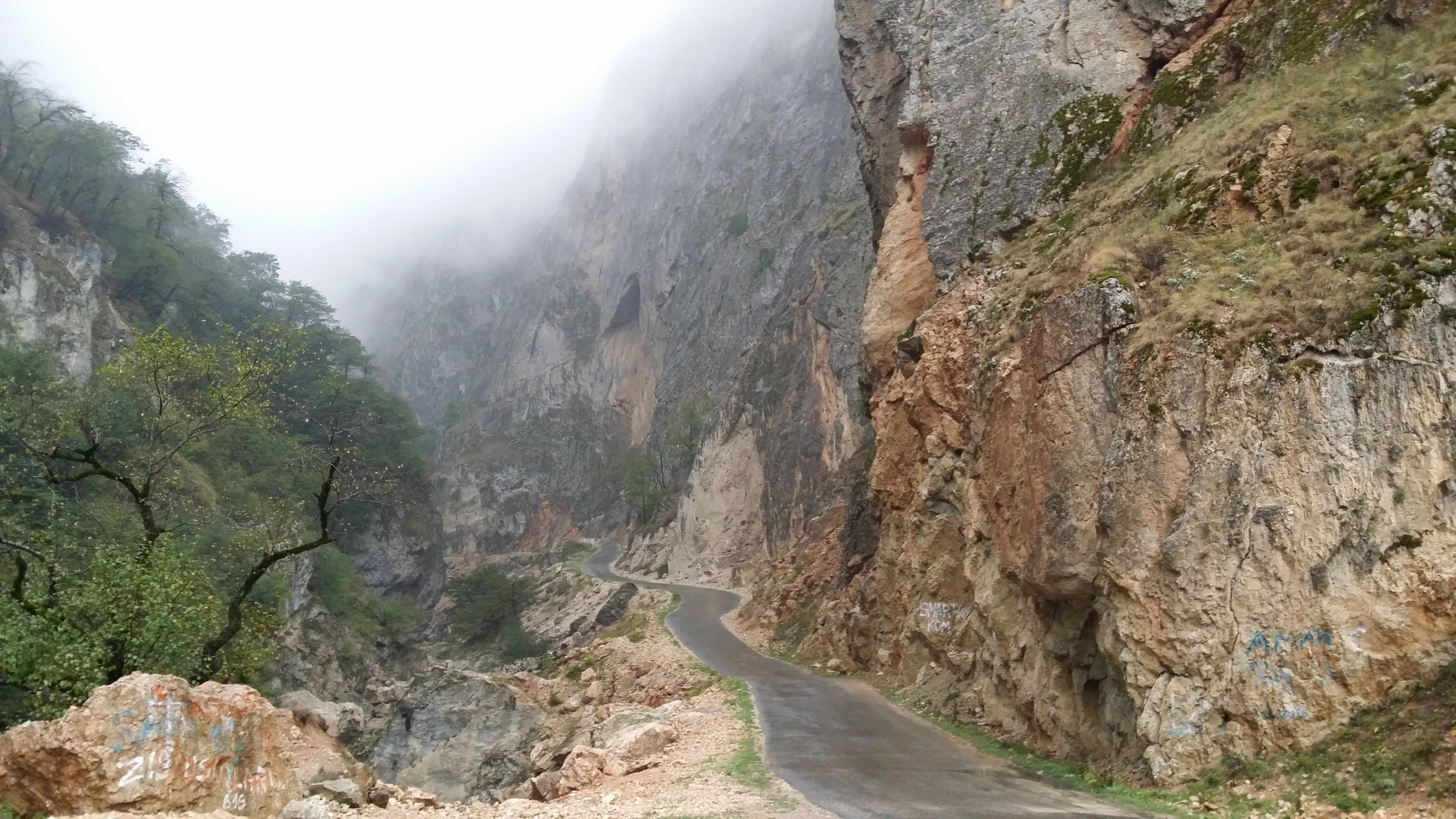
Camino a la aldea Khinalig
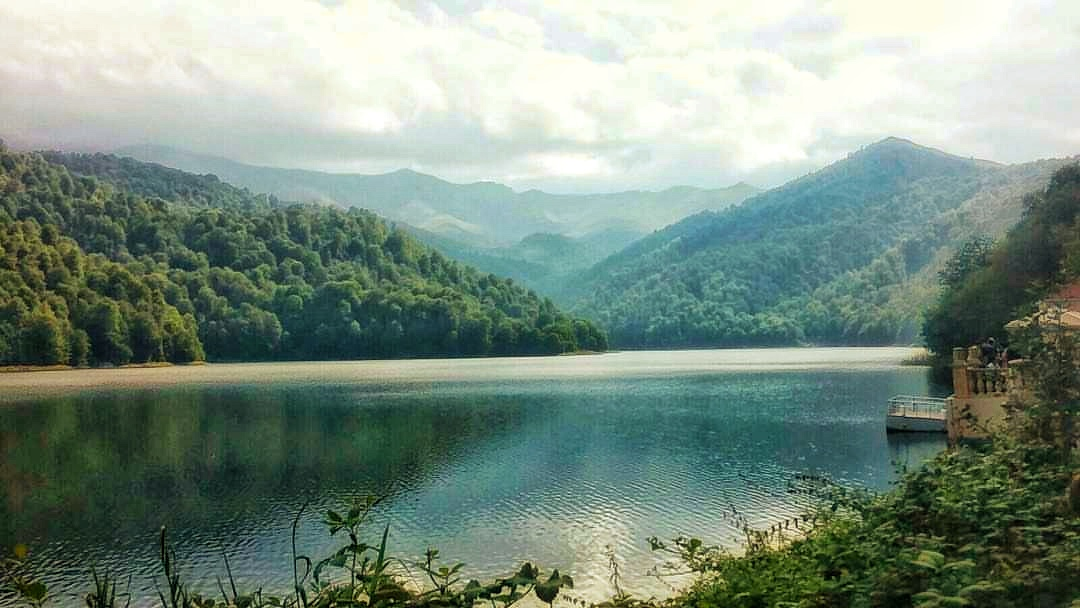
Lago Göygöl
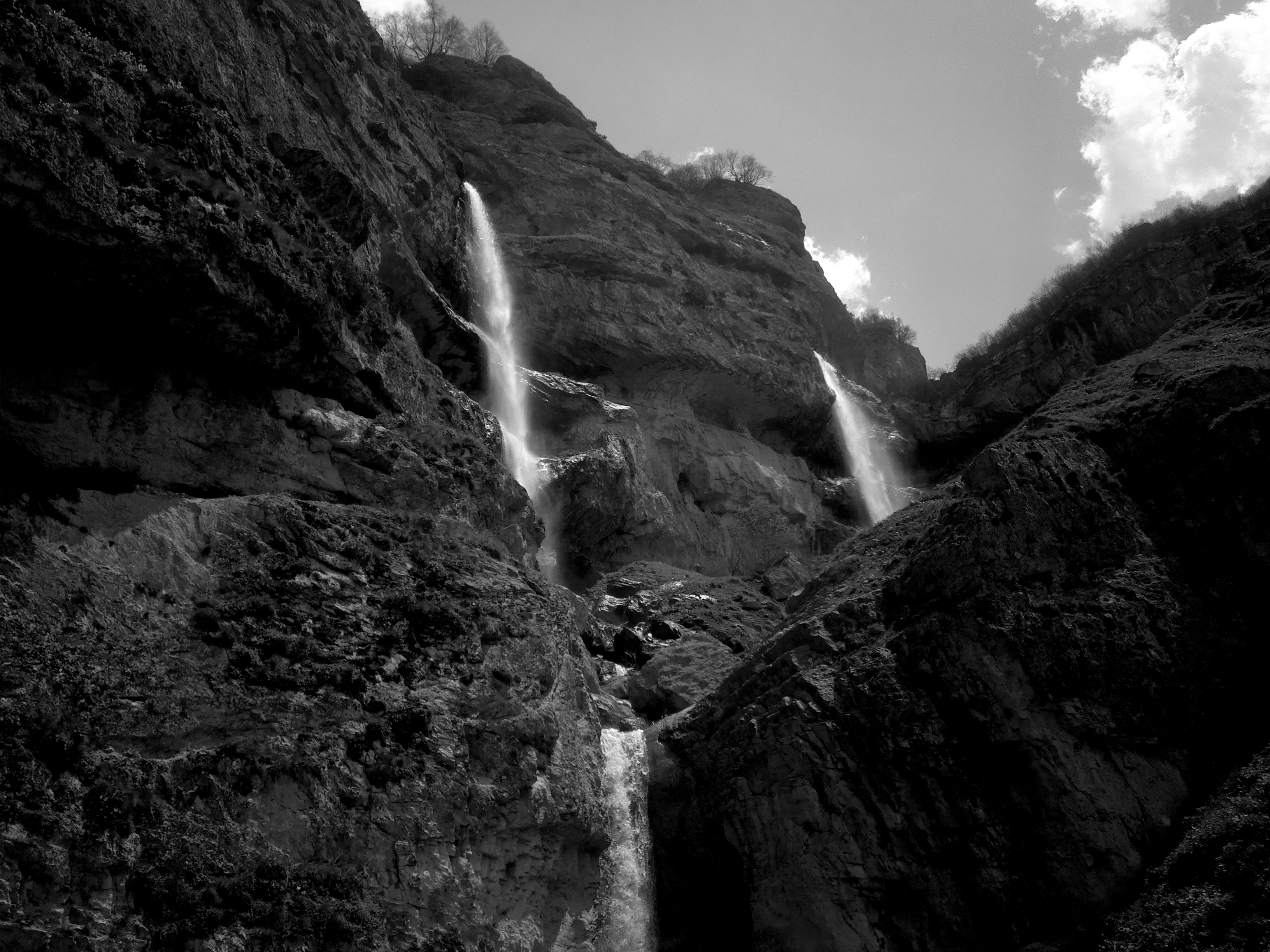
Cascada en Laza ( Qusar)
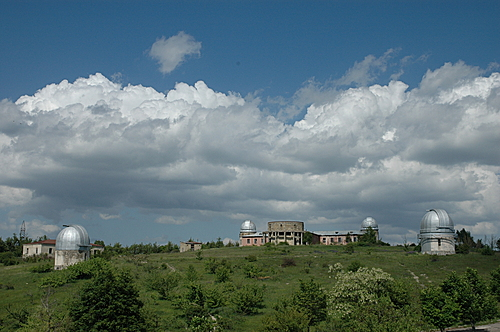
Observatorio astrofísico Nasreddin Tusi de Shamakhi
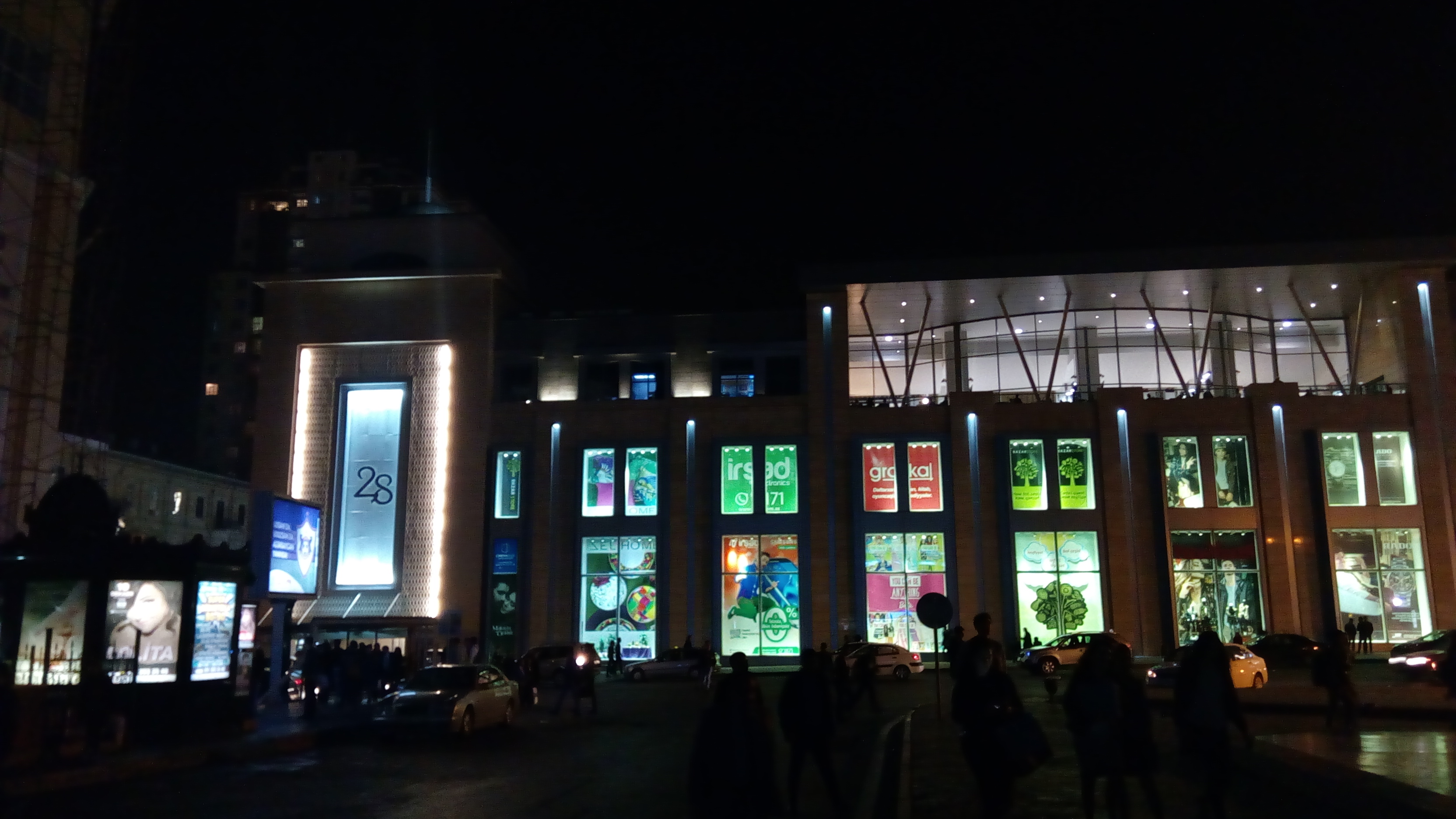
28 mall Centro Comercial
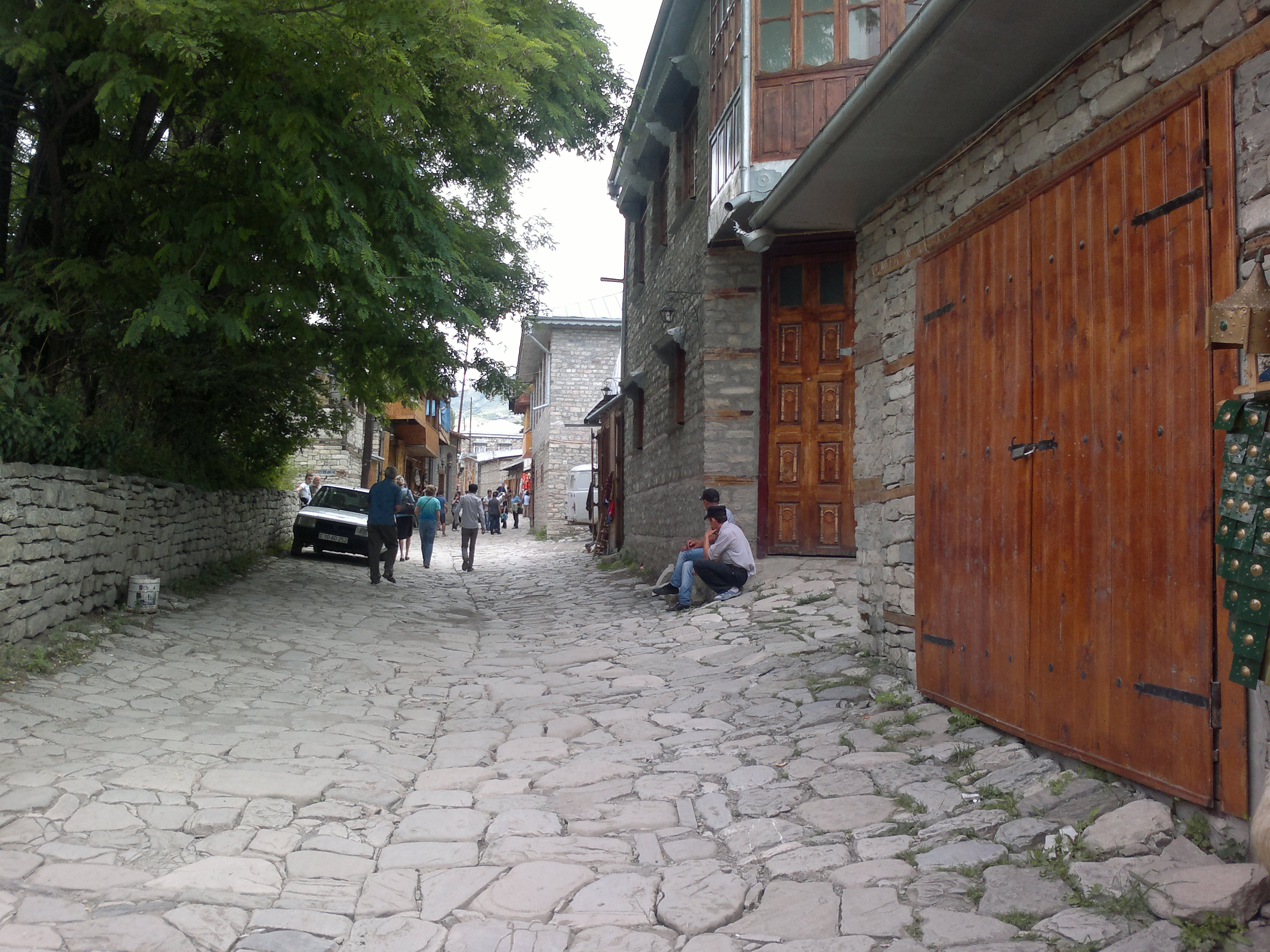
Calles en Lahij ( ismayıllı)
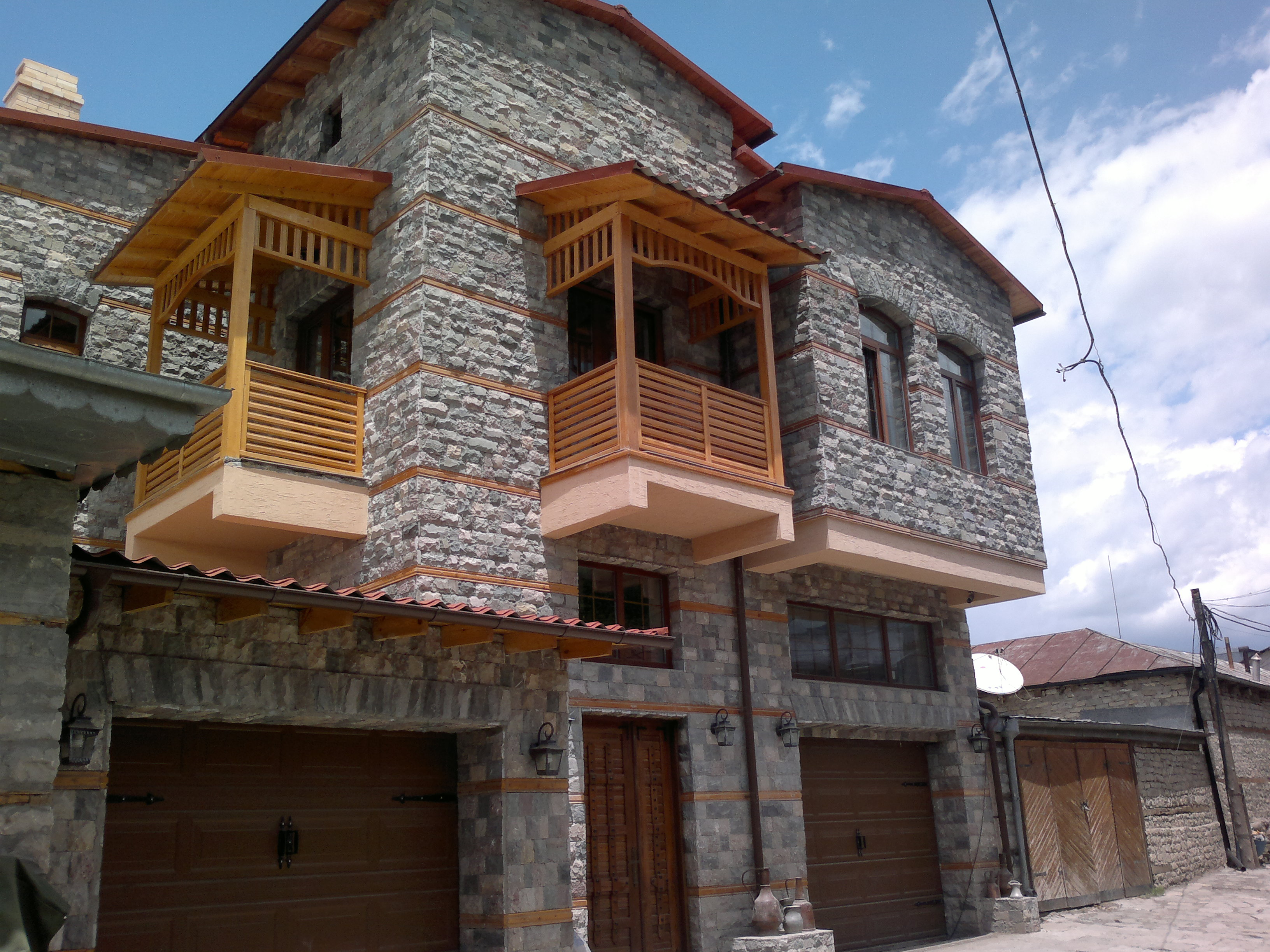
Casas en la calle de Lahij
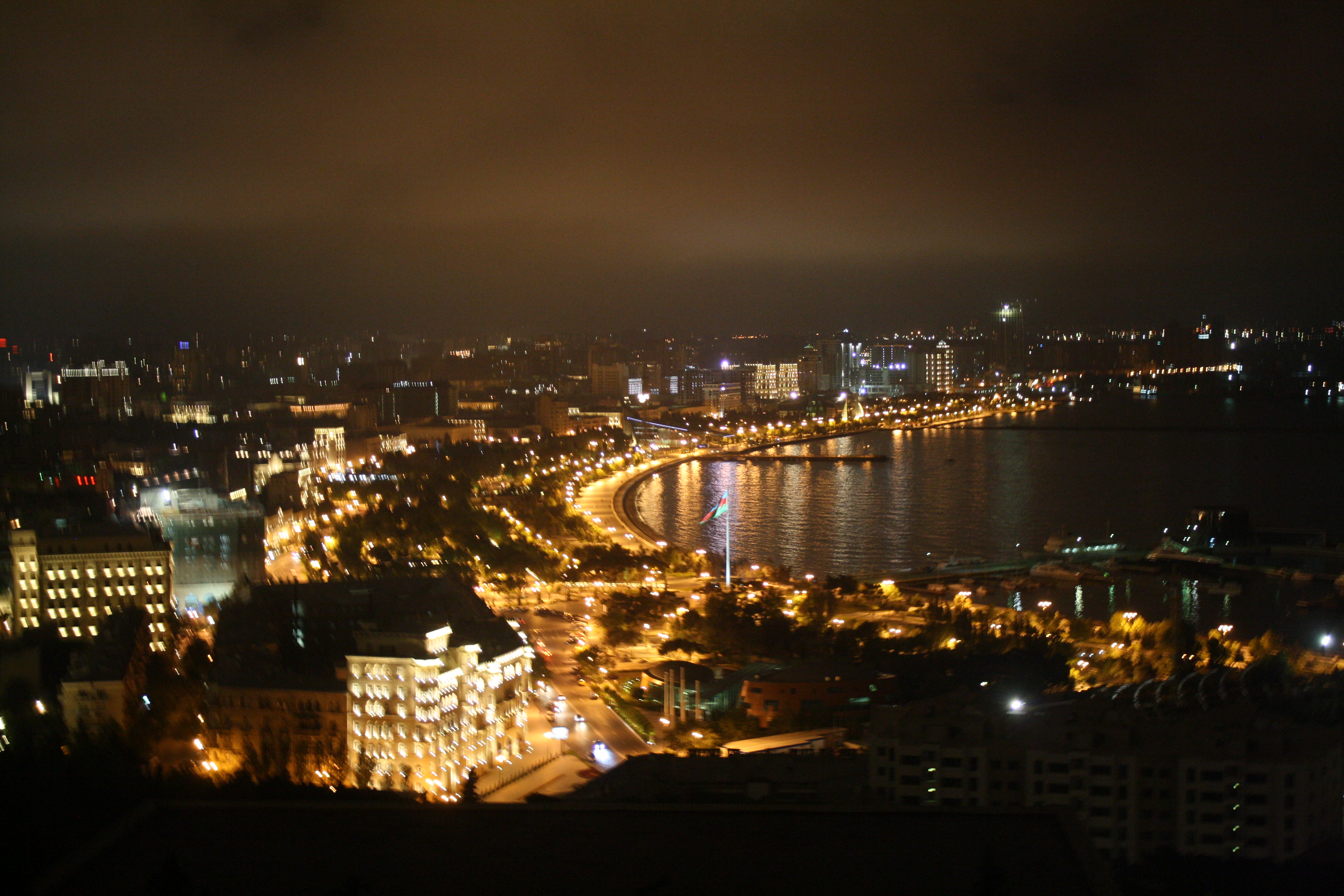
Panorama de Bakú
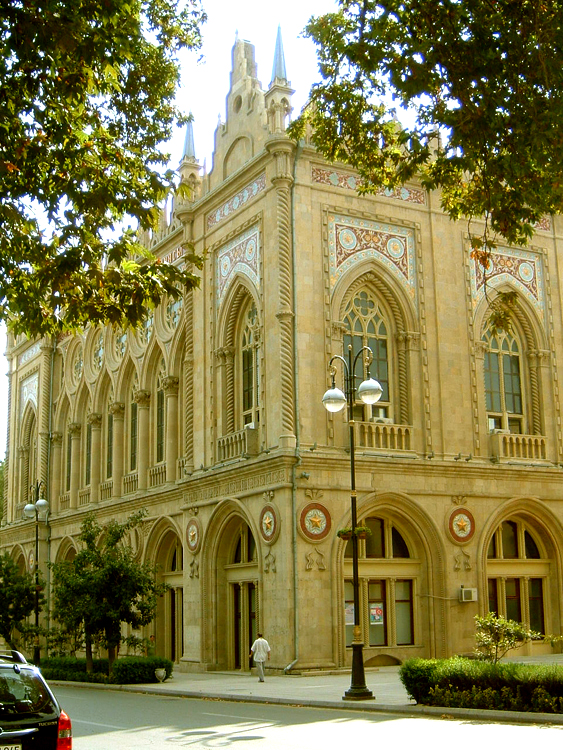
Academia Nacional de Ciencias de Azerbaiyán
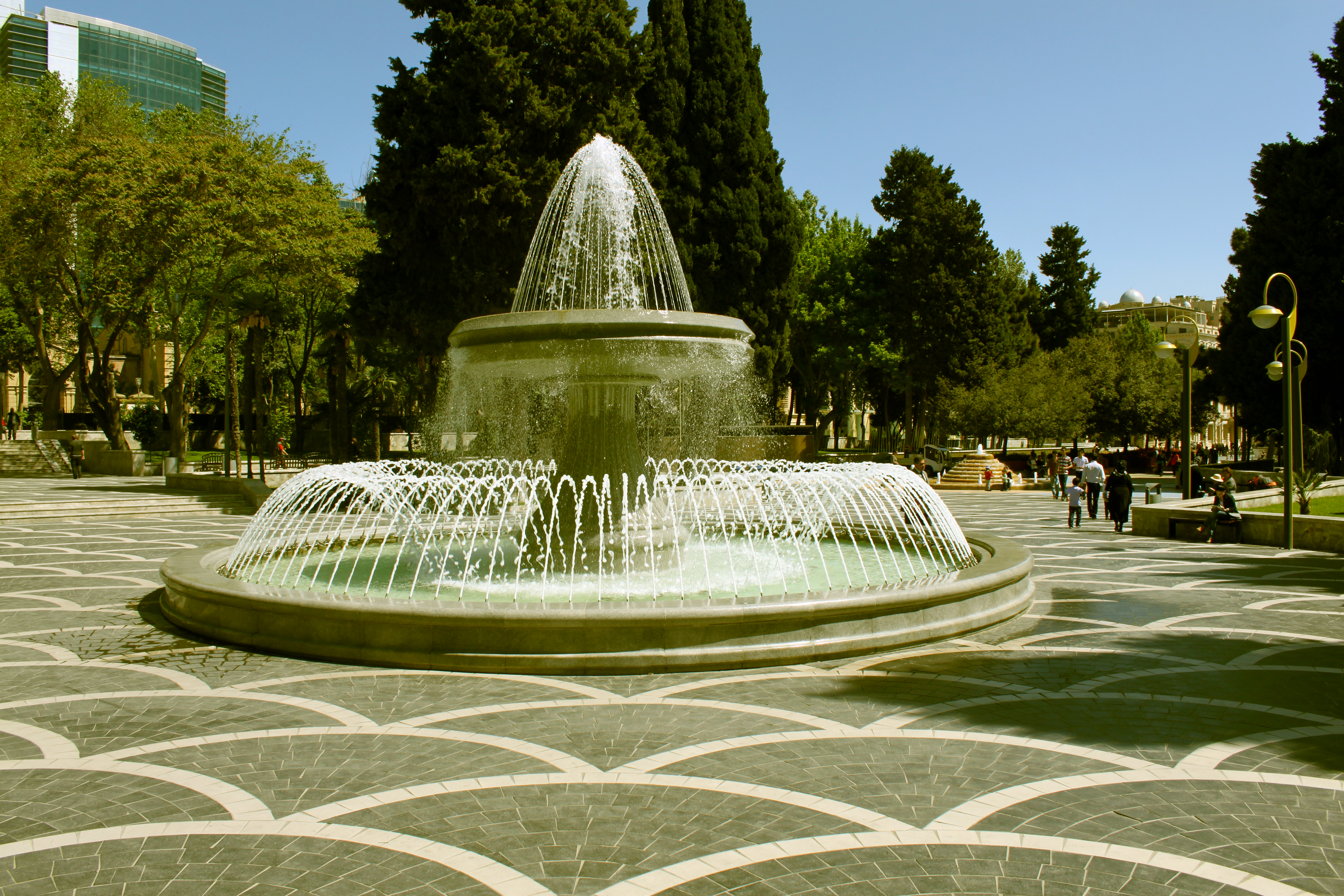
Plaza de las Fuentes ( Calle Nizami)
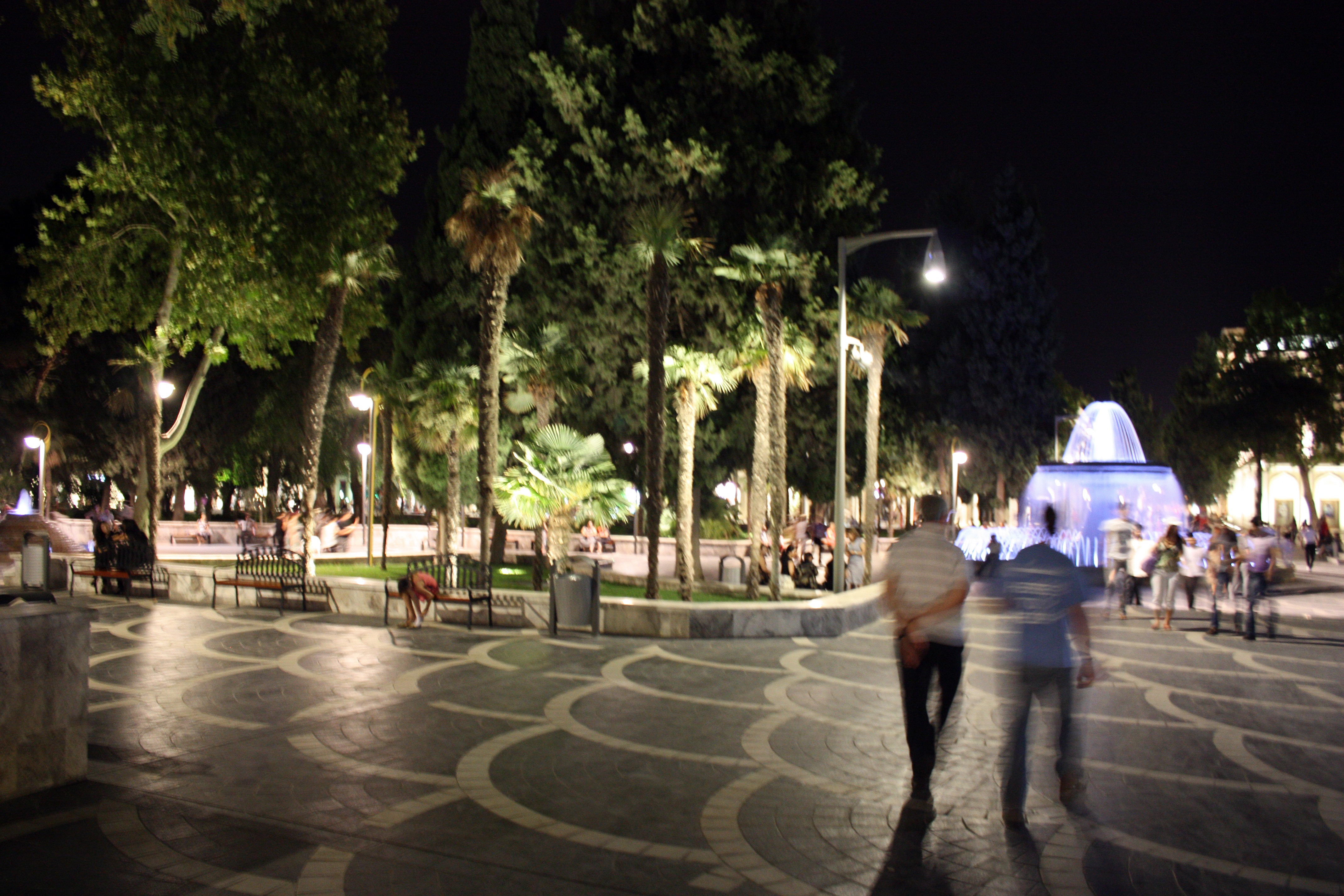
Plaza de las Fuentes